# Paard (dier)
Het paard (Equus ferus caballus) is een gedomesticeerd hoefdier uit de orde van de onevenhoevigen en de familie van de paardachtigen (Equidae). De wetenschappelijke naam van het gedomesticeerde paard werd als Equus caballus in 1758 gepubliceerd door Carl Linnaeus in de tiende editie van Systema naturae. Het gedomesticeerde paard wordt voornamelijk gehouden als rij- en trekdier.

## Terminologie
- Hengst: een mannelijk paard
- Merrie: een vrouwelijk paard

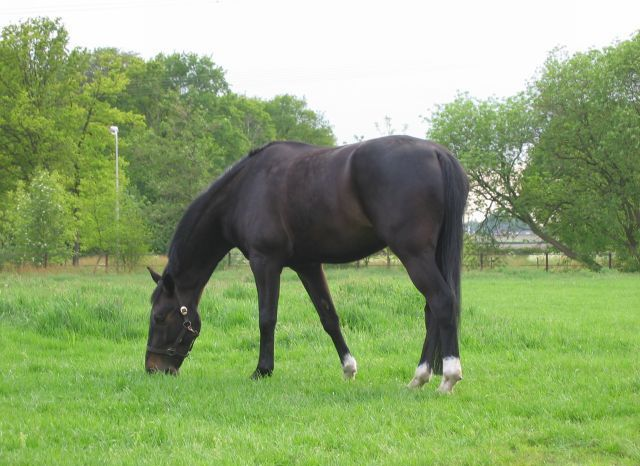
Donkerbruine ruin, 10 jaar oud

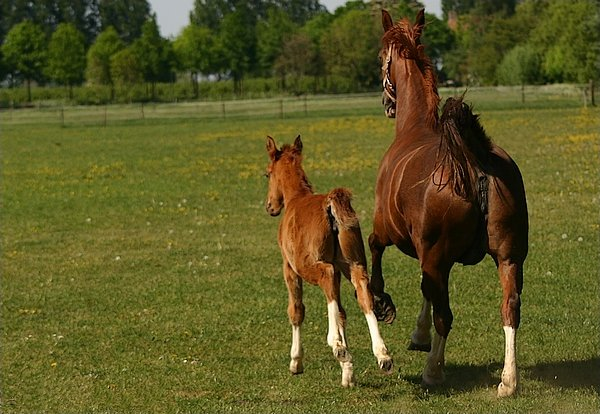
Veulen en merrie in galop

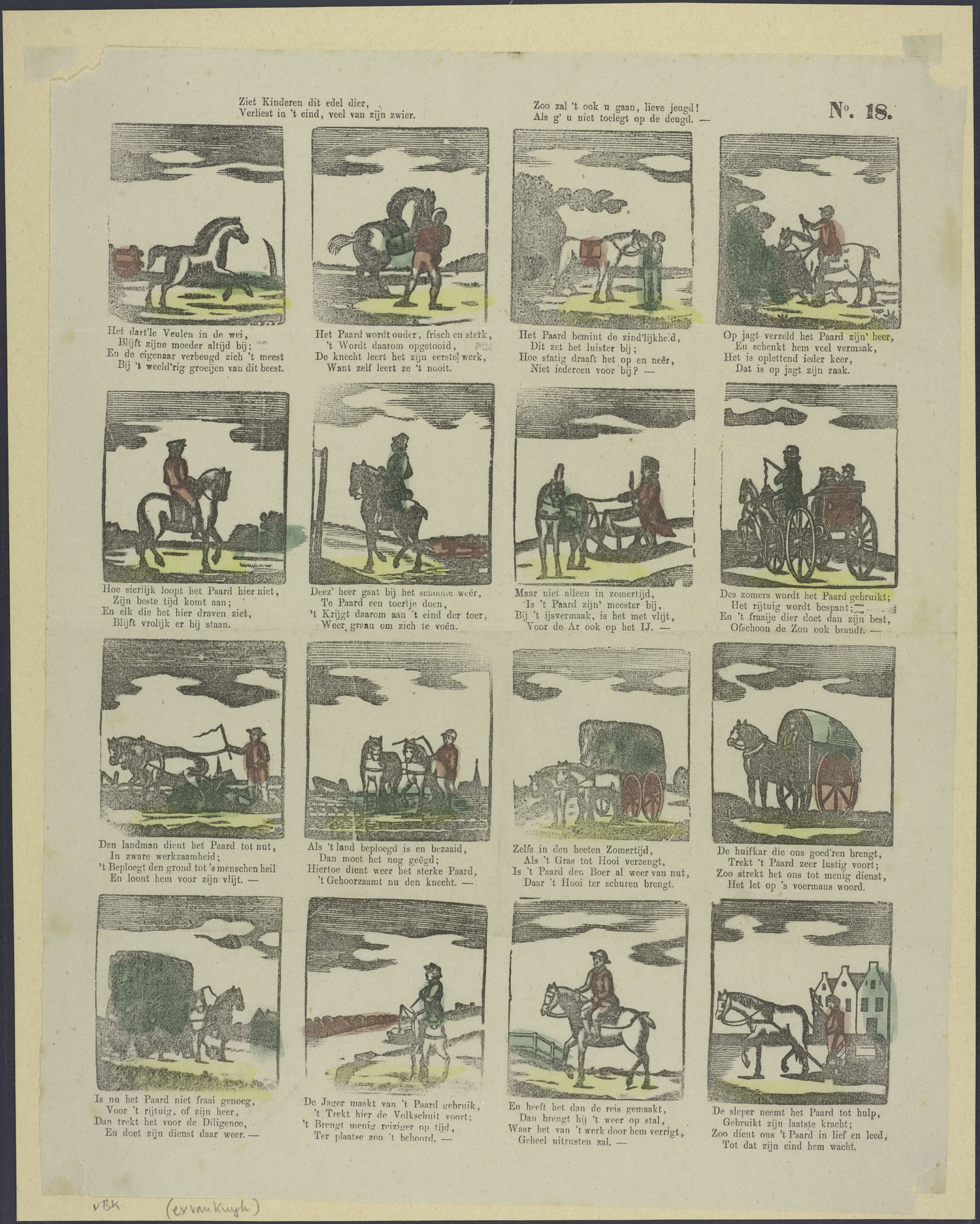
Paarden in verschillende situaties op een centsprent (ca. 1860), o.a.: als veulen, volgroeid, mee op jacht, uit rijden met een heer, op het ijs met een arreslee, voor een rijtuig, als trekpaard voor ploeg en eg, voor de hooiwagen, een huifkar, diligence en trekschuit

- Veulen: een paard tot één jaar oud
- Jaarling of enter: een paard tussen de één en twee jaar oud
- Twenter: een paard tussen de twee en drie jaar oud
- Ruin: een gecastreerd mannelijk paard
- Dekhengst: een hengst die is goedgekeurd om mee te fokken
- Pony: kleinere paardenrassen die volwassen een schofthoogte van minder dan 148 cm hebben. Uitzonderingen zijn bijvoorbeeld de paardenrassen arabier, ijslander, haflinger en fjord. Deze blijven doorgaans onder de 147,3 cm maar worden wel tot de paardenrassen gerekend.

Synoniemen voor paard zijn onder meer knol en ros. Knol is een informele aanduiding voor een – meestal oud en slecht – paard. Ros wordt wel gebruikt in de combinatie edel ros. Naar de functie of context worden boerenpaard, harddraver, karrenpaard, pakpaard, renpaard, rijpaard, strijdros, trekpaard en werkpaard onderscheiden.
Omdat het paard als een edel dier wordt beschouwd, worden door paardenliefhebbers zoals ruiters en koetsiers gewoonlijk de termen hoofd, mond en benen gebruikt in plaats van kop, bek en poten. Deze gewoonte heeft zich inmiddels ook in het dagelijks spraakgebruik doorgezet. Het was niet-moslims (dhimmi) in de islamitische rijken dan ook verboden om op paarden (of kamelen) te rijden; zij moesten zich behelpen met ezels.

## Naamgeving
De wetenschappelijke naam van het gedomesticeerde paard werd door Carl Linnaeus in 1758 gepubliceerd als Equus caballus. De naam van het wilde paard, waarvan het gedomesticeerde paard afstamt, werd in 1785 door Pieter Boddaert gepubliceerd als Equus ferus. Van veruit de meeste dieren die gedomesticeerd zijn, is de wetenschappelijke naam afgeleid van de naam van de in het wild levende voorouders. In 2003 stelde de International Commission on Zoological Nomenclature in Opinion 2027 vast dat dit principe voor alle gedomesticeerde soorten gevolgd moest worden, en dat de naam van de wilde soort prioriteit heeft over die van de gedomesticeerde vorm, ook als die laatste eerder is gepubliceerd. Als het gedomesticeerde paard wordt beschouwd als een ondersoort van het wilde paard, dan is de correcte naam voor de soort Equus ferus, en het trinomen voor de ondersoort Equus ferus caballus. De naam Equus is Latijn voor paard. Het epitheton ferus betekent wild. Het epitheton caballus is vanuit het Keltisch doorgedrongen in het vulgair Latijn en de meeste Romaanse talen en betekent eveneens paard. In de term cavalerie is de deze naam ook terug te vinden.

## Anatomie
Het paard behoort tot de onevenhoevigen (Perissodactyla) en heeft per been slechts één teen. Van oorsprong heeft een paard vijf tenen, en de hoef is feitelijk de vergrote nagel van de middelvinger. Overblijfselen van de andere tenen zijn de griffelbeentjes (ring- en wijsvinger), de zwilwrat (duim) en het spoortje (pink).

### Skelet

Anatomie van het paard

Het skelet van een paard heeft gemiddeld zo'n 205 botten. Een opmerkelijk verschil tussen het skelet van een paard en dat van een mens is het ontbreken van een sleutelbeen: de voorbenen van het paard zijn gekoppeld aan de wervelkolom door middel van een aantal sterke spieren, pezen, en ligamenten die het schouderblad koppelen aan de romp. De botten van hun benen zijn proportioneel verschillend van die van een mens. Bijvoorbeeld: het lichaamsdeel dat de knie van het paard wordt genoemd, bestaat eigenlijk uit de handwortelbeenderen die overeenkomen met de pols van de mens. Het spronggewricht komt overeen met de botten in de enkel en hiel van de mens. De lager gelegen botten in de benen van een paard komen overeen met de botten uit de hand of voet van een mens, en de koot is feitelijk het proximale sesambeen tussen het kanonbeen (equivalent van het middenhandsbeen of middenvoetsbeen) en de proximale falangen, die zich bevinden waar men bij de mens de knokkels vindt. Een paard heeft geen spieren in zijn benen onder de knie en het spronggewricht, alleen huid, haar, pezen, ligamenten, kraakbeen, en de hoornachtige weefsels waaruit de hoef bestaat.

### Gebit
Paarden zijn planteneters (herbivoren), maar geen herkauwers. De voortanden gebruiken ze om gras en dergelijke mee af te rukken, waarna dit door de kiezen vermalen kan worden. Paarden hebben in totaal zesendertig of veertig tanden. Een hengst heeft vier extra tanden tussen de snijtanden en voorkiezen: de haaktanden. In zowel de boven- en onderkaak hebben een hengst en een merrie verder zes snijtanden, zes voorkiezen en zes kiezen. Tussen de snijtanden (voortanden) en de voorkiezen zitten de tandeloze kaakranden (diasteem), de lagen. Hierop ligt tijdens het rijden het bit.

### Grootte en meting
De hoogte van een paard wordt stokmaat genoemd en wordt traditioneel gemeten bij de schoft, het punt waar de nek en de rug samenkomen. In de Angelsaksische landen wordt de hoogte van een paard gemeten in hands en inches: één hand is gelijk aan vier inches (101,6 mm). De hoogte wordt dan aangeduid als het aantal hands, gevolgd door een punt, dan het aantal inches en ten slotte de letter h van hands. In Nederland en België worden meters gebruikt. Een pony heeft een schofthoogte tot 1,47 m, bij een schofthoogte van 1,47 m tot 1,57 m is het een klein paard, ook wel E-pony of damespaard, en bij een schofthoogte van 1,57 m en hoger is het een paard.
De schofthoogte van volwassen paarden varieert per ras, maar wordt ook beïnvloed door voeding: de falabella, een miniatuurpaard, wordt slechts zo'n 60 cm hoog, terwijl andere rassen wel twee meter kunnen halen. Lichte rijpaarden variëren in hoogte van 142 tot 163 cm en wegen daarbij zo'n 380 tot 550 kilogram. Grotere rijpaarden beginnen vanaf ongeveer 157 cm, en worden tot 173 cm groot. Ze hebben daarbij een gewicht van 500 tot 600 kg. Zware of koudbloedpaarden zijn doorgaans ten minste 163 tot 183 cm hoog, waarbij ze 700 tot 1000 kg wegen.
Het grootste paardenras is de shire. Het grootst bekende paard was een 19e-eeuwse shire-ruin genaamd Mammoth, die werd geboren in 1846 en eerst Sampson werd genoemd. De schofthoogte was in 1850 ruim 219 cm, bij een gewicht van 1524 kilogram. De huidige recordhouder voor 's werelds kleinste paard is Thumbelina, een volwassen miniatuurpaard dat lijdt aan dwerggroei. Het is 43 cm hoog en weegt 26 kg.

### Bloed
Paarden hebben zeven verschillende bloedgroepen:  A, C, D, K, P, Q en U.

## Vacht
De vacht kan zowel effen gekleurd zijn als bont. Veelvoorkomende kleuren zijn bruin (met zwarte manen en staart), zwart, voskleurig (bruinrood), geel en vaal (geel-grijs, soms neigend naar bruin of blauw). De manen, het lange haar op de bovenzijde van de hals, zijn vermoedelijk ontstaan als bescherming tegen roofdieren zoals katachtigen, die het paard op de rug springen en in de nek bijten. Door dan de aanvaller met bokkende bewegingen van zich af te schudden, verliest het paard enkel wat van zijn manen. De staart wordt gebruikt om insecten te verjagen.
Een paard vermijdt oververhitting door te zweten. Het zweet bevat veel olie, waardoor bij een grote langdurige inspanning bij warm weer schuim ontstaat. Een paard kan in het algemeen slecht tegen de hitte en leeft niet lang in de tropen.

### Vachtkleur

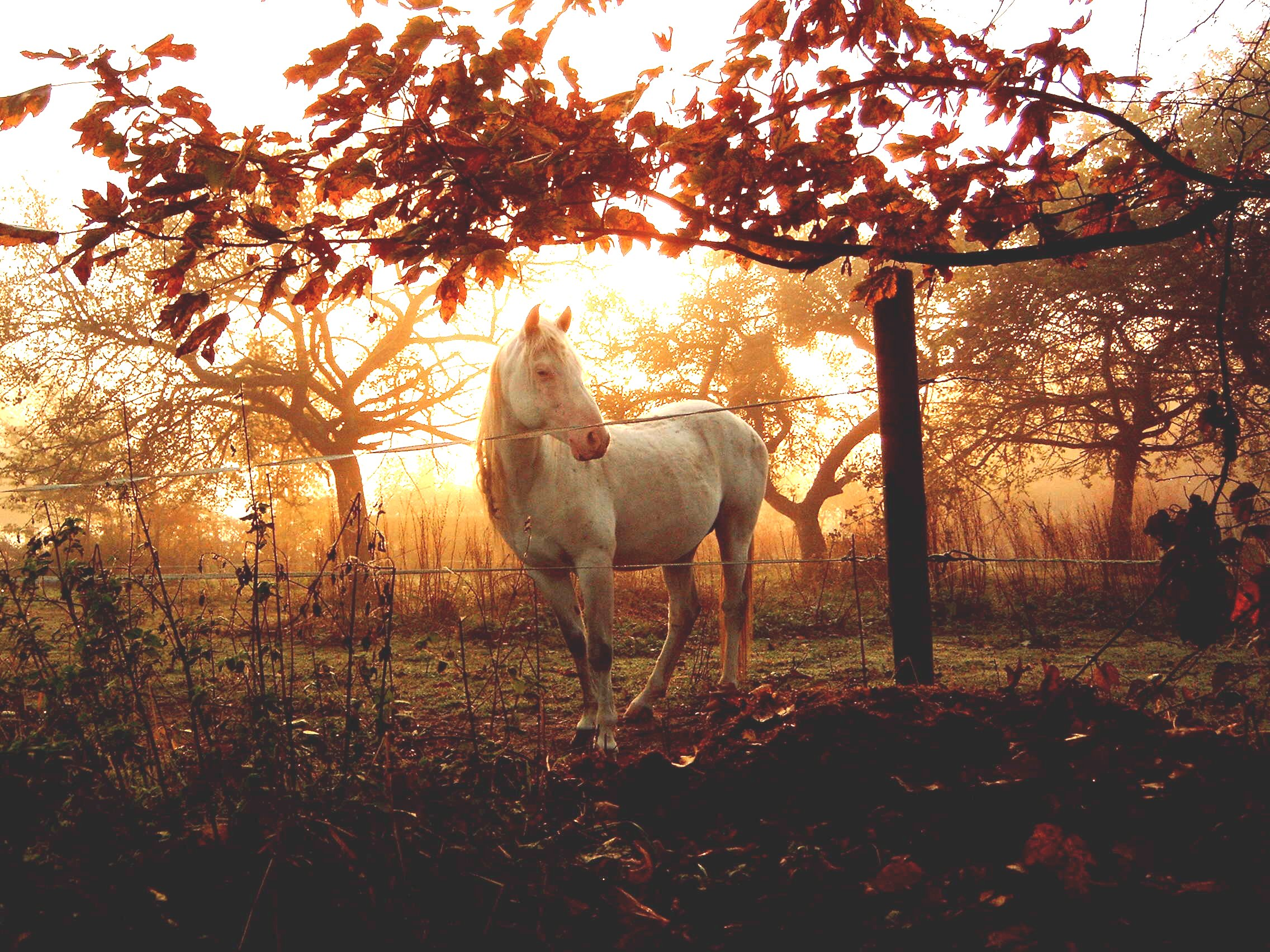
Een cremello beleeft zijn oude dag in een Belgische boomgaard; aan de doorzichtige huid van de oren is te zien dat dit geen schimmel is

De kleur van paarden wordt bepaald door hun vacht, maar bij lichtere kleuren mede door hun huid. Van beide is de kleur genetisch bepaald. Paardenrassen die dicht bij hun wilde voorouders staan vertonen vaak nog een zogenaamde aalstreep vanaf de schoft over de rug naar de staart en zebrastrepen aan de achterkant van de voorbenen. Przewalski's hebben ook wel voor op de voorbenen strepen.
De schimmel is een donkerhuidig paard met een dominant gen dat ervoor zorgt dat de haarkleur in de loop der tijd steeds lichter wordt.
De vos is roodbruin zonder zwarte aftekeningen. De manen en staart zijn een beetje lichter of donkerder dan de lichaamskleur. De vos kan witte aftekeningen hebben op voeten, benen en hoofd. Er zijn verschillende soorten vos, zoals leemvos, koffievos of koolvos. De verschillen worden bepaald door meer of minder aanleg voor roodgouden tinten. De leemvos heeft een lichte, leverkleurige vacht.
Een palomino is egaal goudkleurig met lichte manen en staart. Dit wordt veroorzaakt door een specifiek gen, maar omdat dit gen niet volledig dominant is, geldt dit kleurslag niet als een ras. Een kruising van twee palomino's levert voor de helft palomino's, en een kruising van een cremello met een vos levert gewoonlijk een palomino op. Ook paarden die door een andere gencombinatie toevallig de gouden kleur hebben, worden gewoonlijk als palomino beschouwd.
Een wit paard heeft blauwe ogen en een lichte vacht waar de roze huid soms doorheen schijnt. Dit heeft niets te maken met een schimmel die immers een zwarte huid heeft. Sommige cremello's hebben last van de zon, maar zeker niet alle.
Dominant-witte paarden, in de regel albino's genoemd, verschillen van schimmels door het nagenoeg ontbreken van huidpigment en het gewoonlijk verminderde gezichtsvermogen. Deze paarden zijn overgevoelig voor zonlicht.

## Zintuigen

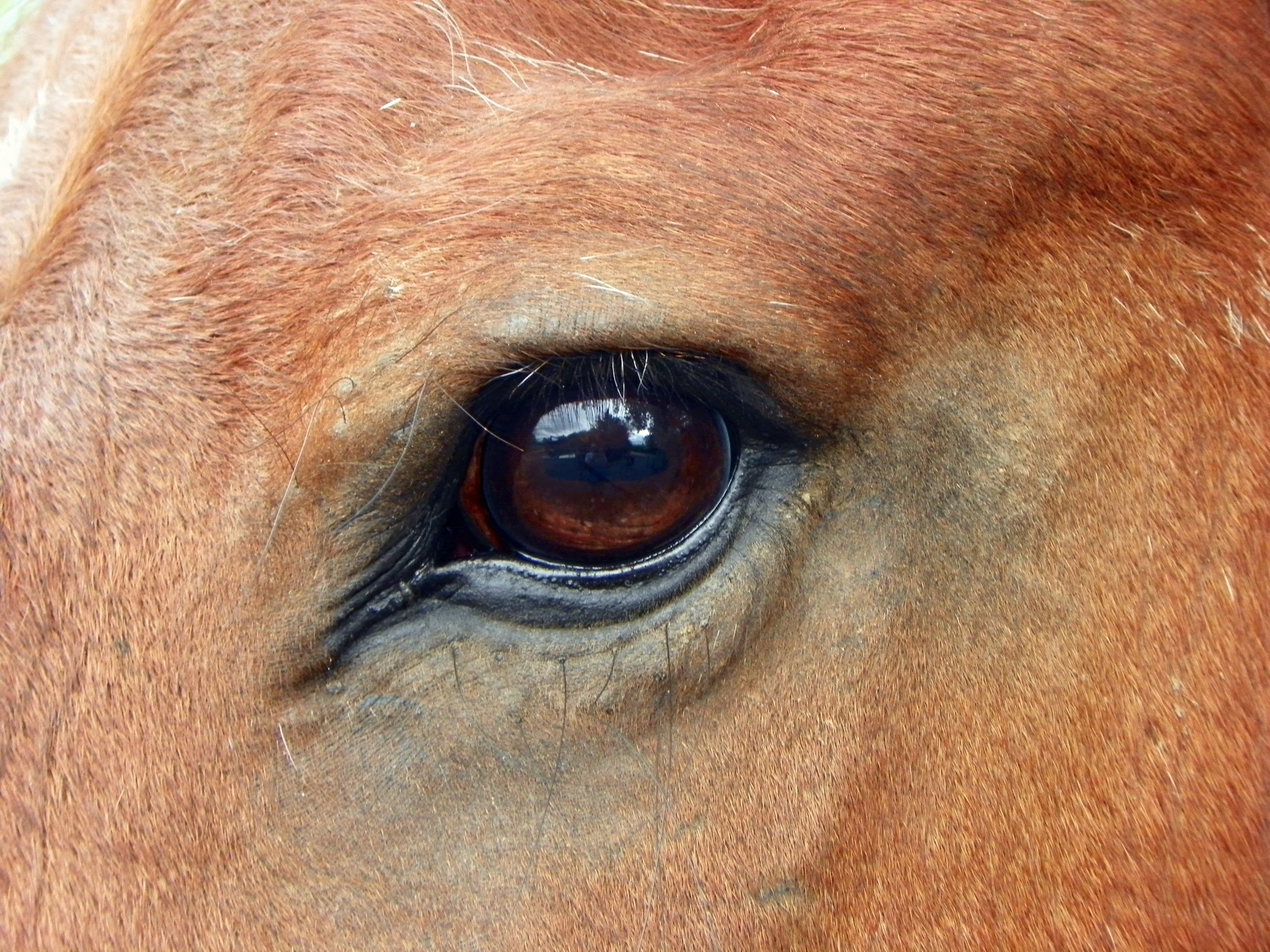
Het oog van een paard

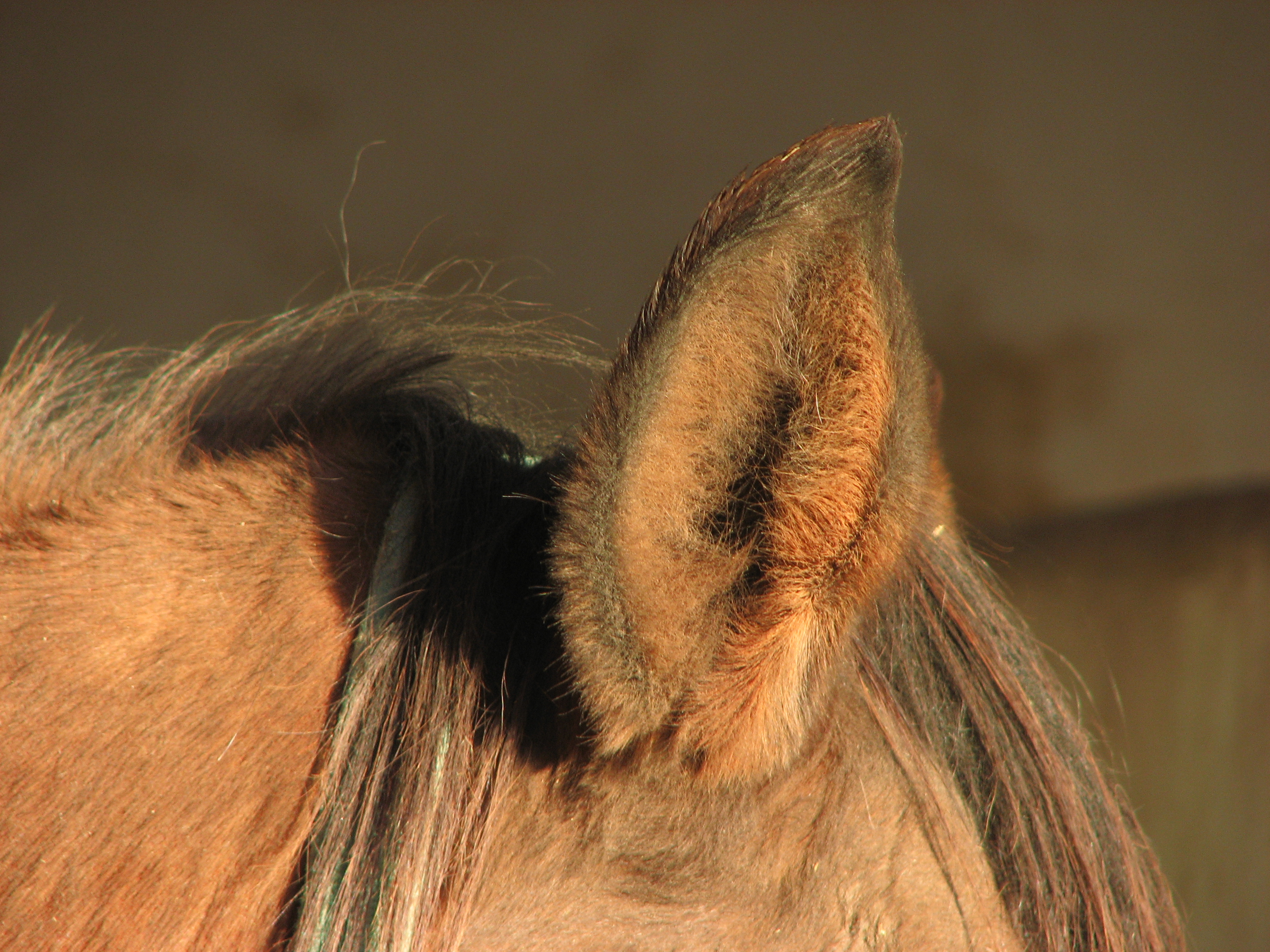
Een close-up van het oor van een paard

Paarden moeten zich als prooidieren steeds bewust zijn van hun omgeving. Ze hebben de grootste ogen van alle landzoogdieren. De ogen bevinden zich aan de zijkant van het hoofd. Hierdoor hebben ze een gezichtsveld van meer dan 350°, waarbij ze ongeveer 65° binoculair zien en de resterende 285° monoculair. Paarden hebben een uitstekend dag- en nachtzicht. Ze hebben een tweekleuren- of dichromatisch zicht. Dat betekent dat ze ongeveer zo zien als een mens met rood-groenkleurenblindheid, waarbij met name rood en verwante kleuren worden waargenomen als groentinten. Paarden hebben een goed ontwikkeld gehoor. De oorschelp van elk oor kan tot 180° draaien, wat ze de mogelijkheid geeft in alle richtingen te kunnen horen zonder het hoofd te bewegen. Het reukvermogen is beter dan dat van mensen maar niet hun sterkste zintuig. Paarden zijn in grotere mate afhankelijk van hun zicht. Paarden hebben een goed evenwichtsgevoel, deels te danken aan hun hoogontwikkelde proprioceptie - het gevoel van waar het lichaam en de ledematen zich precies bevinden. De tastzin is goed ontwikkeld. De gevoeligste gebieden liggen rond de ogen, oren en neus. De voelharen rond ogen en neus mogen niet geknipt worden. Een paard is in staat het landen van een insect, waar dan ook op het lichaam, te voelen. Paarden hebben een goed ontwikkelde smaakzin, dat hen in staat stelt om voer te sorteren, en daaruit het smakelijkste te kiezen; met hun lippen kunnen ze zelfs heel kleine korrels sorteren. Over het algemeen zal een paard geen giftige planten eten, hoewel er uitzonderingen zijn; soms eten paarden toxische hoeveelheden van giftige planten zelfs als er voldoende ander voedsel is.

## Voortplanting en ontwikkeling

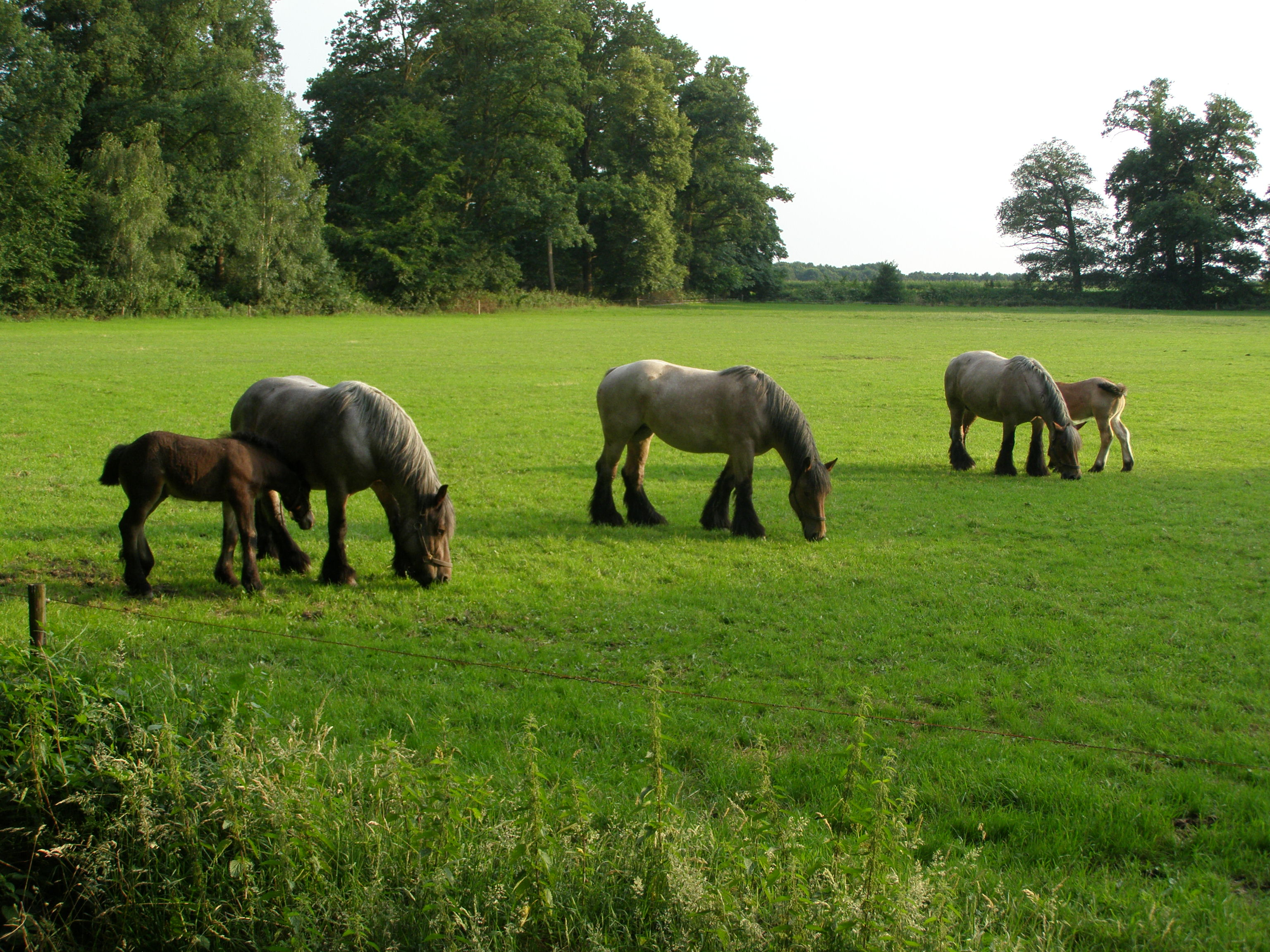
Paarden in het voorjaar, enkele met een veulen

Een merrie heeft vanaf het vroege voorjaar tot in de herfst ongeveer elke 19 tot 22 dagen een oestrusperiode. De meeste merries hebben geen cyclus in de winter. De dracht van een paard duurt gemiddeld 340 dagen (11 à 12 maanden), en meestal tussen de 320 en 370 dagen. De draagtijd is langer als het paard in het voorjaar moet veulenen (bevallen), maar ook bij paarden die voor het eerst een veulen krijgen of bij paarden die veel weidegang krijgen. Het resultaat van de dracht is meestal één veulen; tweelingen zijn zeldzaam. Veulens worden meestal geboren in de lente. Paarden zijn nestvlieders; veulens zijn binnen korte tijd na de geboorte in staat om te staan en te lopen. Dit heeft ermee te maken dat paarden oorspronkelijk op de open vlakte leefden, waar de kudde snel moest kunnen vluchten. Het is belangrijk dat het veulen binnen enkele uren kan drinken bij zijn moeder. Ze worden over het algemeen gespeend van hun moeders als ze tussen de vier en zes maanden oud zijn. Paarden zijn soms fysiek in staat zich voort te planten als ze ongeveer 18 maanden oud zijn, maar met gedomesticeerde paarden, in het bijzonder merries, wordt zelden gefokt voor ze drie jaar oud zijn. Paarden van vier jaar oud worden beschouwd als volwassen, hoewel het skelet zich normaal gesproken blijft ontwikkelen tot ze zes jaar oud zijn. Rijping hangt ook af van de grootte van het paard, het ras, het geslacht, en de kwaliteit van de zorg. Grotere paarden hebben grotere botten; daarom duurt het niet alleen langer om botweefsel te vormen, maar de groeischijven zijn ook groter, waardoor het ook langer duurt om kraakbeen om te zetten in bot.
Afhankelijk van de tijd waarop ze volwassen worden, het ras, en het te verwachten werk, worden paarden meestal voor het eerst onder het zadel gebruikt als ze tussen de twee en vier jaar oud zijn. Hoewel volbloedrenpaarden in sommige landen al getraind worden als ze twee jaar oud zijn, worden paarden die speciaal gefokt zijn voor sporten als dressuur in het algemeen niet gezadeld voor ze drie of vier jaar oud zijn, omdat hun botten en spieren voor die tijd nog niet voldoende ontwikkeld zijn. Voor endurancewedstrijden worden paarden pas voldoende ontwikkeld geacht als ze vijf jaar oud zijn.

## Snelheid en leeftijd

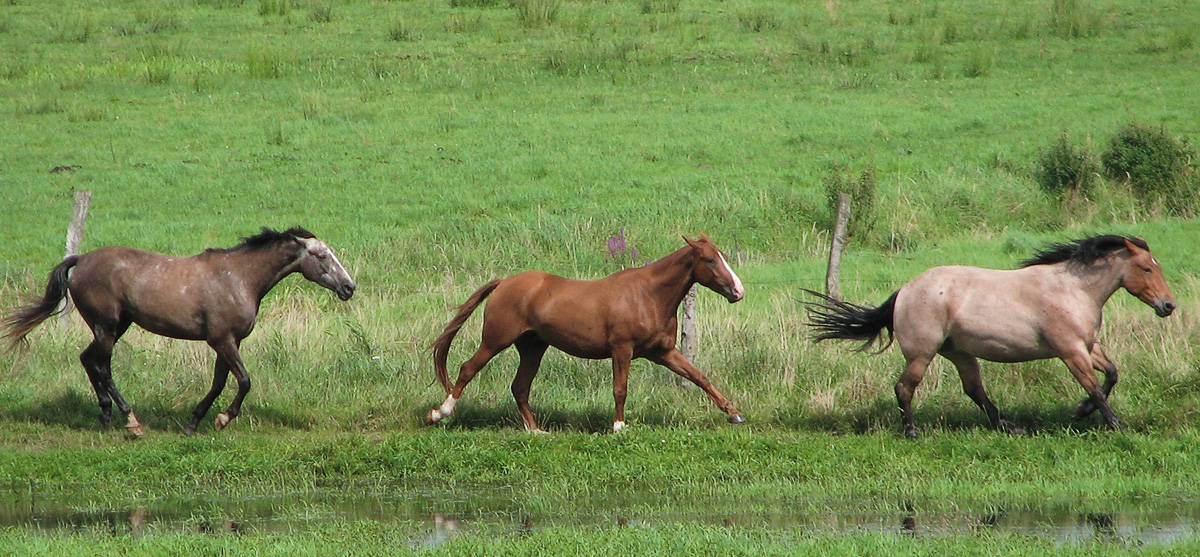
Schimmel, vos en bruinschimmel in galop

De hoogste snelheid ooit bij een bereden paard gemeten is 88 kilometer per uur. De meeste paarden halen ongeveer 60 kilometer per uur.
Het paard is een kuddedier en kan zo'n dertig jaar oud worden. De hoogste vermelde levensduur van een paard is 56 jaar.

## Gedrag

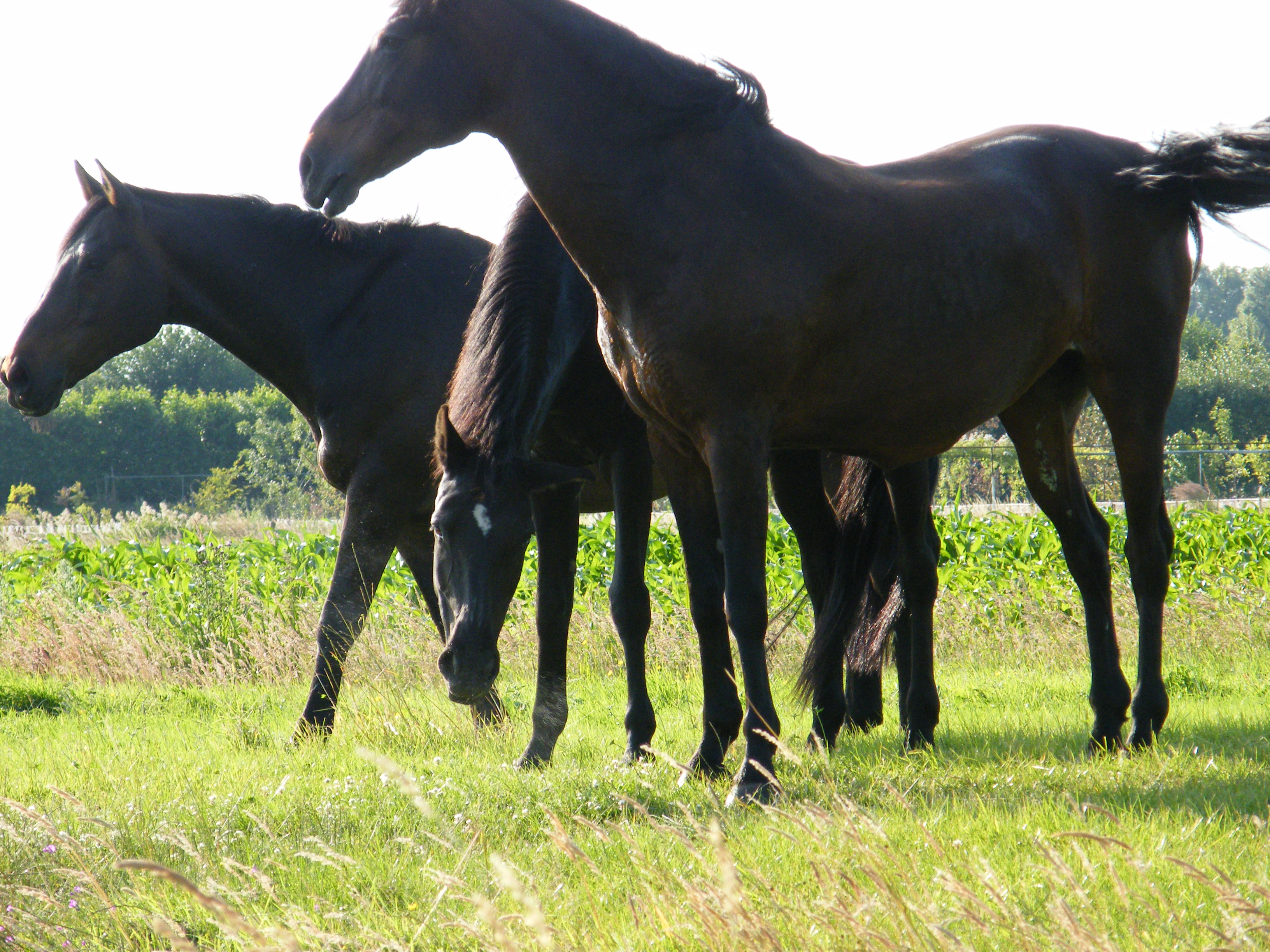
Drie hengsten, alert op de omgeving, lopen los in de weide

Paarden leven in kuddeverband, met een duidelijke hiërarchie. De familiekudde wordt meestal geleid door een oudere, ervaren merrie. De kudde telt doorgaans ongeveer twaalf volwassen merries met hun veulens en een paar hengsten. Het merendeel van de onvolwassen hengstveulens komt in de zogenaamde hengstenkuddes terecht. Communiceren doen ze op verschillende manieren, zoals door het maken van geluiden als hinniken, en ook met lichaamstaal. Veel paarden worden onhandelbaar als ze in isolatie worden gehouden.
Paarden zijn prooidieren met een sterke vecht-of vluchtrespons. Hun eerste reactie op een bedreiging is meestal schrikken en vervolgens vluchten. Wanneer de vlucht onmogelijk is of wanneer hun jongen worden bedreigd kunnen ze zichzelf verdedigen. Paarden zijn meestal erg nieuwsgierig. Wanneer ze schrikken, nemen ze vaak een moment om de oorzaak van de onrust vast te stellen. Ze vluchten niet altijd als ze de oorzaak van de schrik als niet-bedreigend zien.
De meeste lichte paardenrassen zijn geselecteerd op snelheid, behendigheid, alertheid, en uithoudingsvermogen; natuurlijke eigenschappen die ze hebben geërfd van hun wilde voorouders. Door selectief fokken zijn sommige rassen heel geduldig, met name de koudbloed trekpaarden, maar ook de temperamentvollere Berbers worden geroemd om hun volgzaamheid.

### Intelligentie en leervermogen

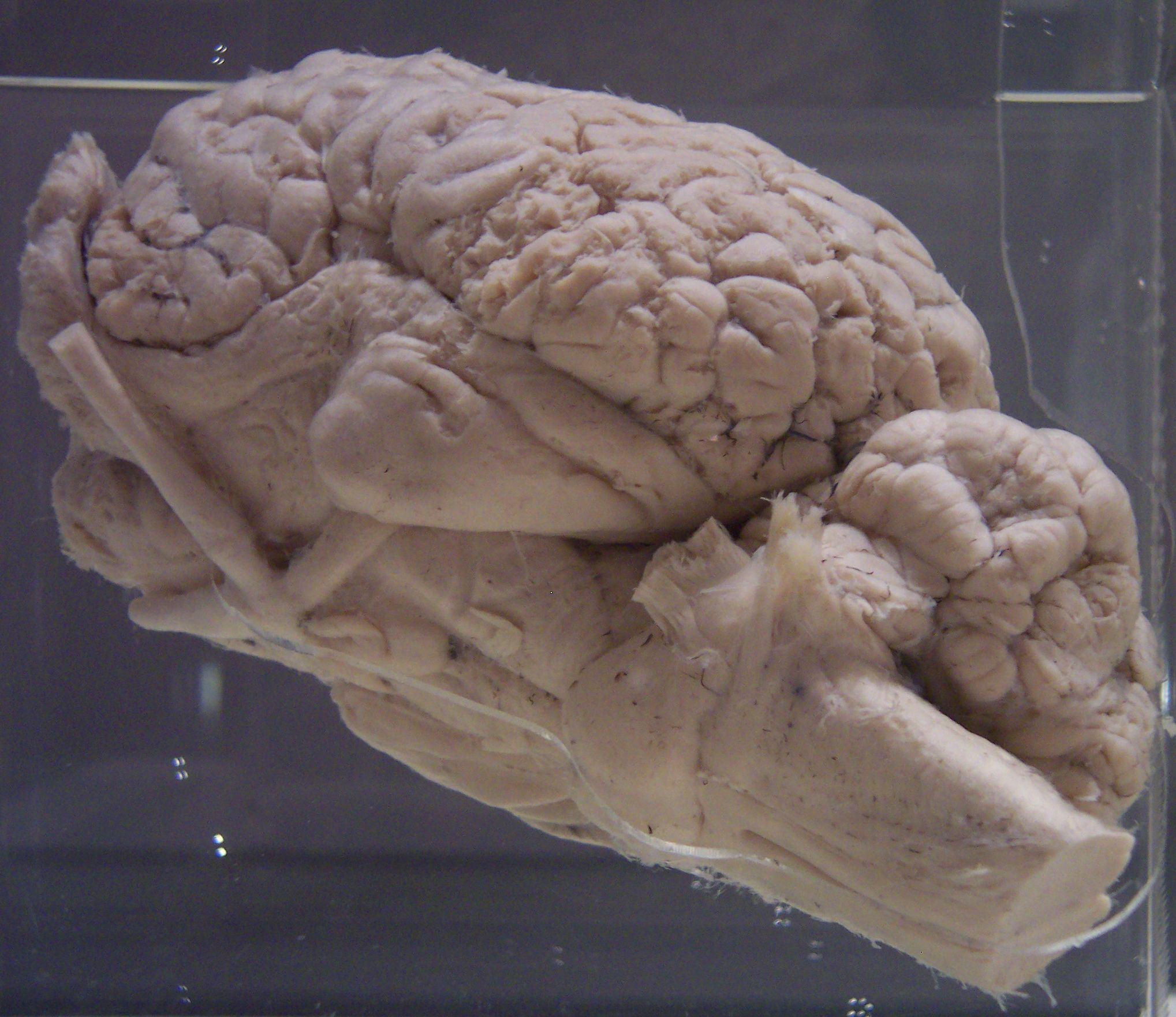
Hersenen van een paard

Het begrip voor de specifieke vormen van intelligentie van paarden verschilde door de eeuwen heen. Men is het er tegenwoordig over eens dat paarden kuddedieren zijn met een goed gevoel voor sociale rangorde. Het zijn op de eerste plaats vluchtdieren en daarnaast gewoontedieren met een uitstekend geheugen die gedrag kunnen aanleren door conditionering; dus door een consequent systeem van beloning en straf. Er zijn proeven gedaan om te proberen te achterhalen in hoeverre paarden kunnen tellen. Een beroemd paard waarvan beweerd werd dat het kon rekenen was Kluger Hans.
Wat betreft het opleiden en trainen van paarden zijn er verschillende methoden. Sommige verouderde methoden probeerden met geweld de wil van de paarden te breken om ze onderdanig te maken. Nieuwere inzichten en methoden uit de hoek van het natural horsemenship (paardenfluisteraars) proberen meer rekening houden met natuurlijke instincten, sociale vaardigheden en de goede opmerkingsgave van de dieren wat betreft de lichaamstaal zodat zij uiteindelijk binnen een partnerschap van mens en dier met zeer subtiele aanwijzingen te dirigeren zijn.

## Paardengangen

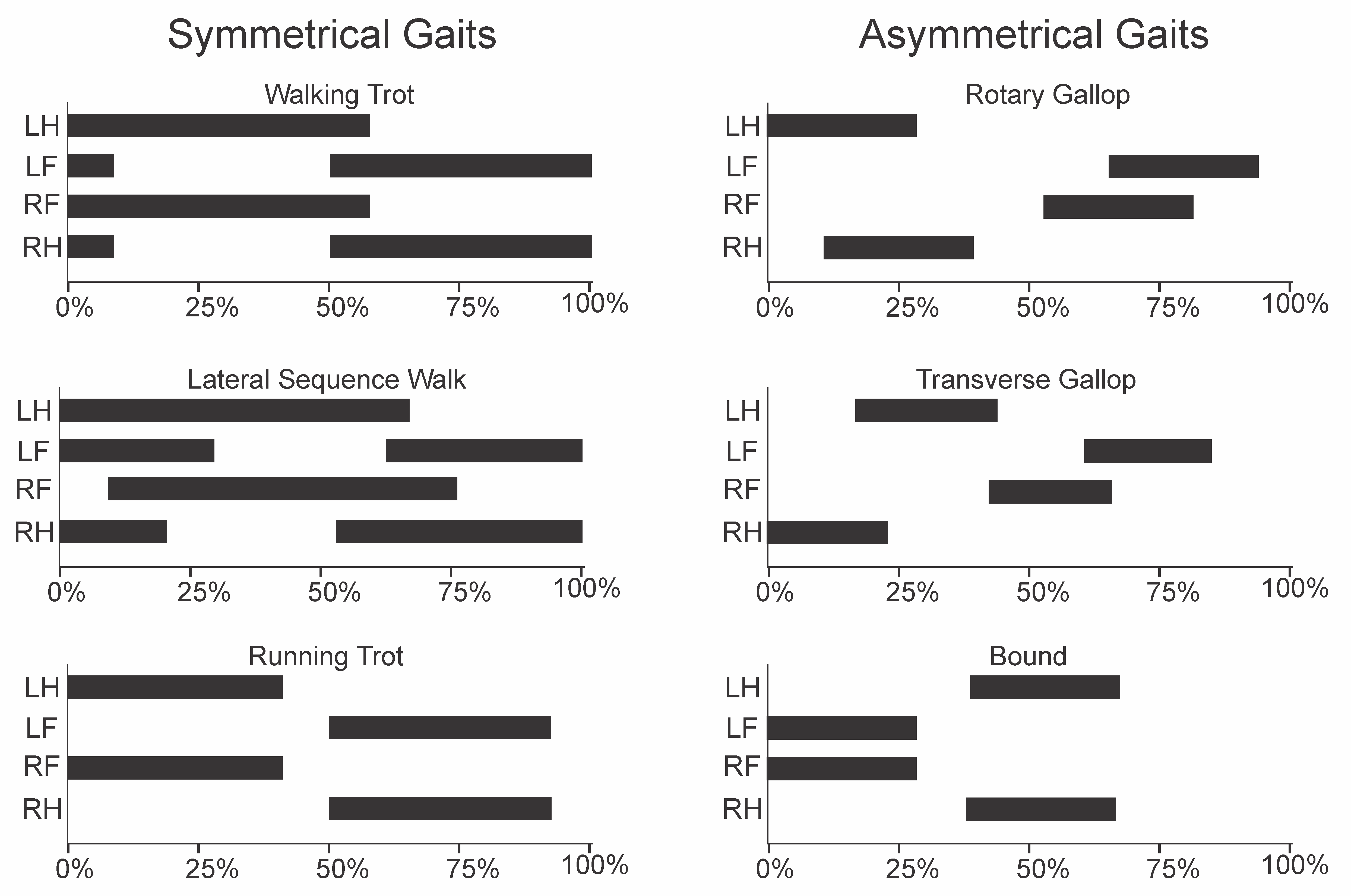
Symmetrische en asymmetrische gangen

Draf

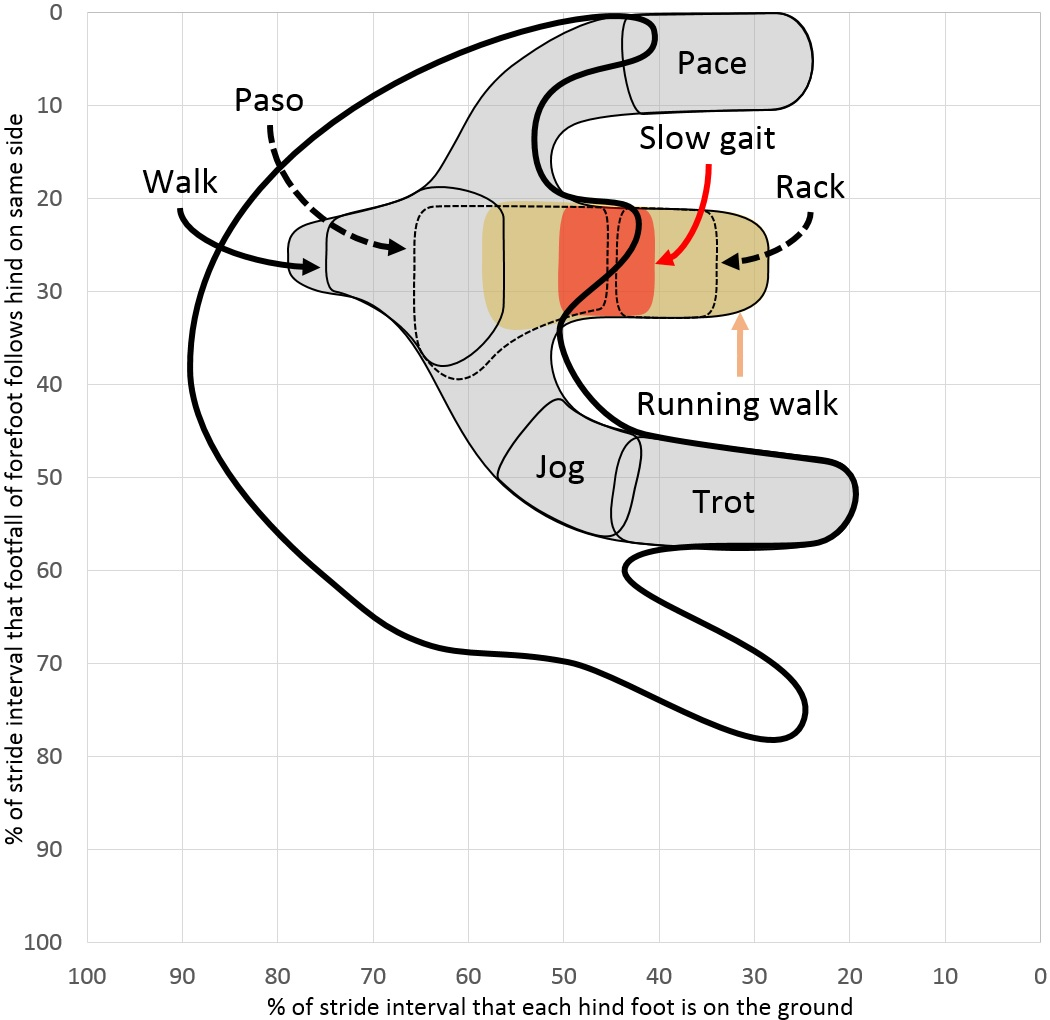
Gangendiagram van Milton Hildebrand waarin de 1008 symmetrische gangenformules zijn verwerkt: 162 voor paarden in het grijze, bruine en rode gebied, 833 voor andere dieren in het dik omlijnde gebied. 13 formules die buiten deze gebieden vallen, zijn niet getoond. Er is dus een flink gebied dat uniek is voor paarden
Bekende gangen zijn benoemd: rentelgang (pace), paso, stap (walk), langzame tölt (slow gait), snelle tölt (rack), snelstap (running walk), langzame draf en draf. Daartussen vallen de ongewone gangen

Galop

Rengalop

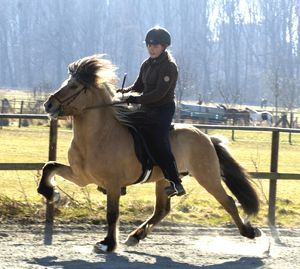
Tölt

Paarden hebben verschillende manieren of gangen om zich voort te bewegen. Paardengangen kunnen symmetrisch zijn of asymmetrisch. Een gang is symmetrisch als alle ledematen in dezelfde mate worden gebruikt. Zo zijn lopen en draven symmetrisch en zijn galop en sprong asymmetrisch.
Daarnaast kan onderscheid gemaakt worden tussen laterale en diagonale paren. Bij een lateraal paar worden de benen aan dezelfde zijde vrijwel gelijktijdig verzet. Bij diagonaal paar is dit kruislings.
De volgorde waarin benen verzet worden, kan ook lateraal of diagonaal zijn, waarbij de benaming afhankelijk is van welk been als referentie wordt gekozen. Zo is stap lateraal als het linkerachterbeen de referentie is, maar diagonaal als het linkervoorbeen dat is.
Bij de paardengang zijn tot wel 60 verschillende patronen gevonden, met 37 stap, 14 draf en 9 galop. Met het blote oog zijn deze moeilijk te onderscheiden.

### Gebruikelijke gangen
- Stap is een viertaktgang waarbij vier hoefslagen te horen zijn. Er is afwisseling van diagonale ondersteuning en laterale ondersteuning, met daartussen telkens periodes dat het paard op drie benen staat. Paard tilt bijvoorbeeld eerst links voor op en staat op drie benen. Dan verlaat rechtsachter de bodem (paard staat op diagonaal: linksachter rechtsvoor). Linksvoor landt weer (paard op drie benen, alleen rechtsachter is in de lucht). Paard brengt rechtsachter naar voor en vlak voor het neerkomen van rechtsachter verlaat rechtsvoor de bodem, heel even staat het paard op de lateraal van de beide linkerbenen. Daarna (rechtsachter is geland) gaat het rechtervoorbeen naar voor terwijl het paard even op drie benen staat. Vervolgens tilt het paard linksachter op (staat op diagonaal: rechtsachter linksvoor).
- Draf is een diagonale gang. Links-voor en rechts-achter, rechts-voor en links-achter worden tegelijk opgetild en neergezet. Er zijn twee hoefslagen te horen. Het moment tussen de overgang van het ene paar diagonalen naar het andere paar diagonalen is het zweefmoment, alle voeten hebben de bodem verlaten.
- Galop is een drietaktgang, tellend klinkt een, twee, drie, pauze. In de rechtergalop zet het paard eerst linksachter neer, vervolgens rechtsachter en linksvoor tegelijk en eindigt met rechtsvoor neerzetten, terwijl ondertussen linksachter de bodem alweer verlaten heeft. Vervolgens tilt het paard ook de diagonaal rechtsachter linksvoor op en heeft alleen rechtsvoor nog contact met de bodem. Daarna volgt het zweefmoment, alle hoeven hebben de bodem verlaten. In de linkergalop begint het paard met rechtsachter, vervolgens linksachter en rechtsvoor en eindigt met linksvoor. Drie handelingen, vandaar drietel plus pauze.
- Rengalop is een viertaktgang. De gang is bijna hetzelfde als de gewone galop, alleen tilt het paard ieder been afzonderlijk op. Dat zijn dus vier handelingen.

### Weinig voorkomende gangen
De paarden die deze gangen beheersen zijn gangenpaarden.
- Telgang is een manier van bewegen waarbij de voorwaartse verplaatsing van het voor- en achterbeen aan één lichaamszijde tegelijkertijd wordt afgewikkeld, zoals bijvoorbeeld kamelen ook doen. Onder andere IJslandse en Mongoolse paarden beheersen de telgang.
- Ren-telgang is een vorm van telgang die onder andere in snelheidsonderdelen op wedstrijden voor IJslandse paarden gereden wordt, waarbij hoge snelheden worden behaald.
- Pace is gelijk aan de telgang, maar de stappen zijn erg ruim, waarbij de achterbenen ver onder het lichaam worden geplaatst en het hoofd een duidelijke knik maakt. Er is een flat pace en een running pace.
- Tölt zit tussen de telgang en draf in en is een viertaktgang. Alle hoeven worden met een gelijk interval opgetild en neergezet. Er is geen zweefmoment, de ruiter wordt nauwelijks uit het zadel opgegooid. De gang zit daardoor zeer comfortabel. Onder andere IJslandse paarden, aegidiënbergers en verschillende Zuid-Amerikaanse paardenrassen beheersen deze of een soortgelijke gang, die per ras onder een andere naam bekend kan staan.
- Bij westernrijden wordt de jog gevraagd. Het is een rustige, langzame draf waarbij het paard met zijn hals en hoofd losheid en ontspanning vertoont. Er zijn nog twee paardenrassen die deze gang beheersen: de draver en de Tennessee walking horse.

## Slaap
Paarden kunnen zowel staand als liggend slapen. Als aanpassing aan een leven als prooidier in het wild, kennen paarden een vorm van lichte slaap, waarbij ze niet door de benen zakken. Paarden slapen beter in groepen, omdat andere paarden de wacht houden en uitkijken naar roofdieren terwijl sommige dieren slapen. Een paard dat alleen wordt gehouden, slaapt doorgaans niet goed omdat zijn instinct erop gericht is constant op de hoede te zijn voor gevaar. Paarden slapen niet in een lange aaneengesloten periode, maar nemen vele korte periodes van rust. De totale hoeveelheid slaap in een dag kan variëren van enkele minuten tot een paar uur, meestal in korte intervallen van ongeveer vijftien minuten.
Paarden moeten gaan liggen om in de diepe slaap te komen. Ze hoeven om de paar dagen slechts een paar uur te liggen om aan de benodigde hoeveelheid diepe slaap te komen. Wanneer een paard echter nooit kan gaan liggen, krijgt het na een paar dagen last van slaapdeprivatie, en kan het in zeldzame gevallen zelfs instorten.

## Evolutie van het paard en rassen

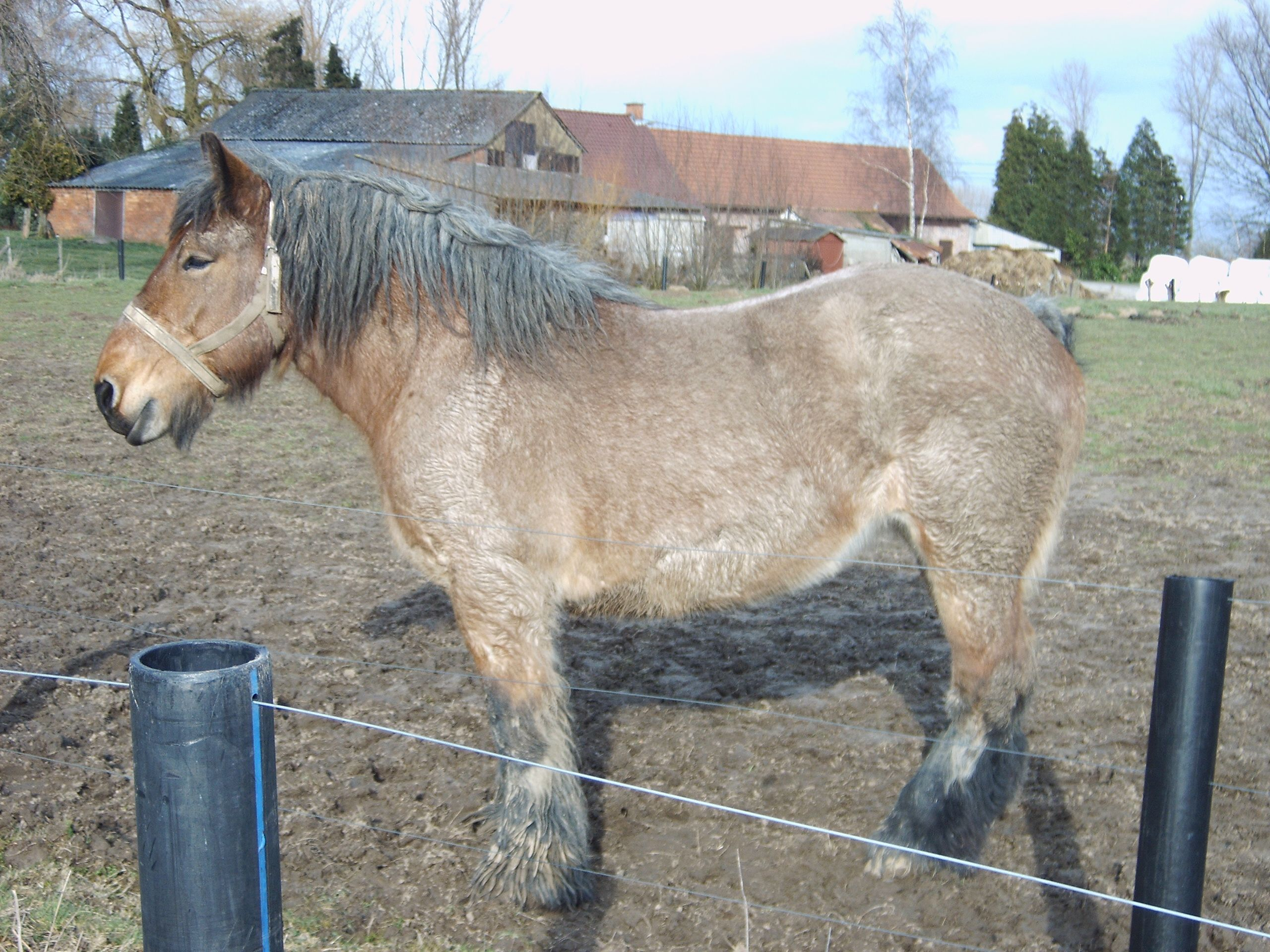
Belgisch trekpaard met wintervacht

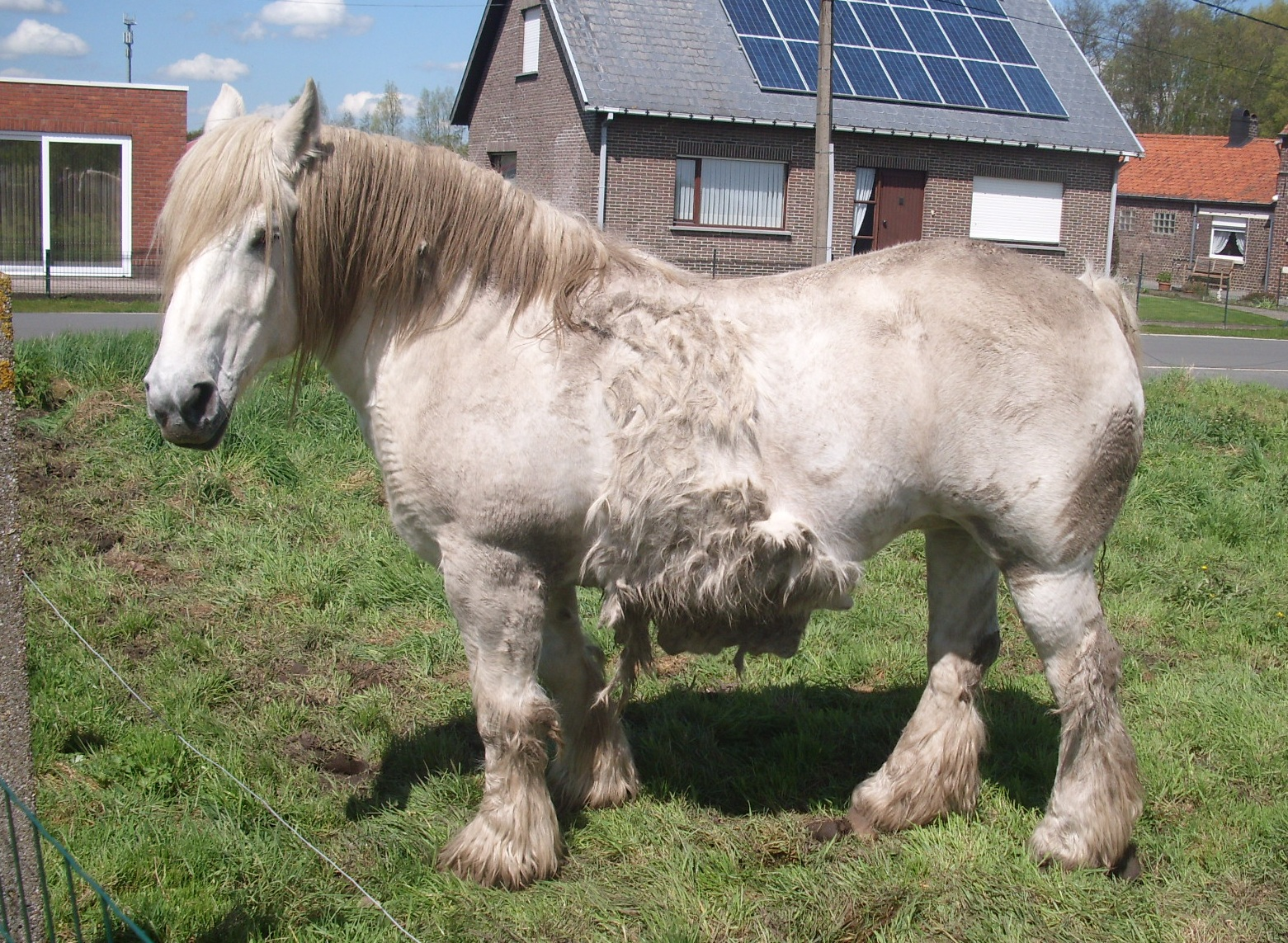
Belgisch paard met resten van zijn wintervacht

Vermoedelijk stammen alle paardachtigen af van het dageraadspaard (Hyracotherium), een niet meer dan 50 cm hoog zoogdier dat zo'n vijftig miljoen jaar geleden leefde. Via verschillende stadia, waarbij onder andere het aantal tenen afnam, het gebit zich wijzigde en het dier groter werd, ontwikkelde zich uiteindelijk Equus ferus.
De evolutie van het paard vervolgde zich in Noord-Amerika, van waaruit verschillende soorten paardachtigen in de afgelopen miljoenen jaren naar Eurazië migreerden. Zo'n vijf miljoen jaar geleden ontstond Equus, die voorkwam op de vlaktes van Noord-Amerika en Eurazië.
Het paard is in Amerika kort na het einde van de laatste ijstijd uitgestorven (zie: megafauna en Cloviscultuur). De oorzaak van het uitsterven is niet bekend, maar het viel samen met de intrede van de eerste mensen in Amerika. De tamme en verwilderde paarden die thans in Amerika leven, stammen voor een groot deel af van Andalusiërs (en Iberische pony's) die vanaf circa 1500 door de Spanjaarden en de Portugezen werden ingevoerd vanaf het Iberisch Schiereiland, later aangevuld met fokmateriaal van werk- en sportpaarden uit Angelsaksische gebieden.
Door het fokken van paarden door de mens is hun diversificatie in een stroomversnelling geraakt. Omstreeks 2200 v.Chr. ontstond in Oekraïne en Zuid-Rusland door mutaties en intensief doorfokken een type paard dat uitstekend geschikt was om te berijden, waarmee lange afstanden konden worden afgelegd en dus de mobiliteit van de mens sterk verbeterde. Dit type paard heeft zich geografisch snel verspreid door toedoen van de mens. Voor verschillende doeleinden zijn verschillende rassen gefokt, zoals trekpaarden, tuigpaarden, veelzijdigheidspaarden en sportpaarden. De merries waren rond 1900 meestal opgenomen in regionale stamboeken, maar door het aanvoeren van hengsten van elders kon toch binnen enkele jaren een heel andere lijn gebracht worden in de fokrichting. Zo ontwikkelden vele warmbloedrassen zich in de loop van de twintigste eeuw van zware tuig- en landbouwpaarden tot moderne sport- en veelzijdigheidspaarden.
De Arabier wordt al meer dan vijfduizend jaar gefokt en stamt af van paarden uit Noord-Afrika en het Nabije Oosten.
De Lipizzaner wordt in de Spaanse rijschool in Wenen gebruikt. Een gesloten stamboek dat geen vreemd bloed toestaat is bijvoorbeeld de Haflinger. Hier heeft de regionale afscherming en de strikte beperking van nieuw bloed geleid tot een zeer uitgesproken rastype.
Een oud Nederlands ras is het Friese paard, dat sterk behaard en zwart of heel donkerbruin is. Kenmerken zijn onder andere de lange beenbeharing (behang) en lange manen. Dit ras wordt gecategoriseerd als een barokpaard.
Een ander Nederlands ras is het Groninger paard, dat grotendeels afstamt van de alt-oldenburger- en Oost-Friese paardenrassen. Dit type paard was in de jaren 1960 nog in gebruik in de landbouw, maar werd daarna verdrongen door de tractor. Uiteindelijk was er nog maar één hengst over, die van de paardenslager werd weggekocht. Nu is het Groninger paard een zeldzaam huisdierras, evenals de Gelderlander.
Het Gelders paard is een authentiek Nederlands paardenras met zeer goede gezondheid en karakter. Door veredeling met onder andere Engelse volbloeds ontstond uit dit ras het KWPN-paard, een Nederlands warmbloedras dat in de topsport uitstekende prestaties levert.
Tot de Belgische rassen hoort het Belgisch trekpaard, een groot trekpaard dat geschikt is voor zware arbeid. Dit koudbloedpaard werd vroeger door bijna elke Belgische boer gebruikt op het veld. Op de foto's zijn paarden met gecoupeerde staarten te zien. Dit blokstaarten is zowel in Nederland als in België sinds 2001 verboden.
Moderne Belgische paarden zijn de Belgisch warmbloedpaarden die worden gebruikt in de paardensport, vooral het springen. Deze paarden worden in het Belgisch Warmbloed Paardenstamboek opgenomen en kunnen van allerlei rassen afstammen. Voornaamste criteria om opgenomen te worden in dit BWP-stamboek zijn de bouw (het exterieur), het karakter en de sportmogelijkheden van het paard. In dit stamboek zijn enkele bekende hengsten terug te vinden: Lugano van La Roche, Flügel van La Roche (eigendom van familie Deuss - Ophoven) en Codex (eigendom Jean Motmans - Wellen). Deze hengsten hebben veel succesvolle paarden voortgebracht. Zo behaalde de Belg François Mathy met Gay Luron, een zoon van Flügel, en gekweekt in Meeuwen-Gruitrode, op de Olympische Spelen van Montreal in 1976 een bronzen medaille, zowel in de jumping per ploeg als in de individuele jumping.
Duitse warmbloedrassen die uitstekend presteren op de hoogste regionen van de wedstrijdsport zijn bijvoorbeeld de hannoveraan, de holsteiner, de oldenburger, de trakehner en de westfaal. Sommige van deze paarden behoren tot open stamboeken, dat wil zeggen: zij selecteren de toegestane hengsten uitsluitend op hun sportieve prestaties zonder verder op hun afstamming of kleur te letten.

### Wilde paarden

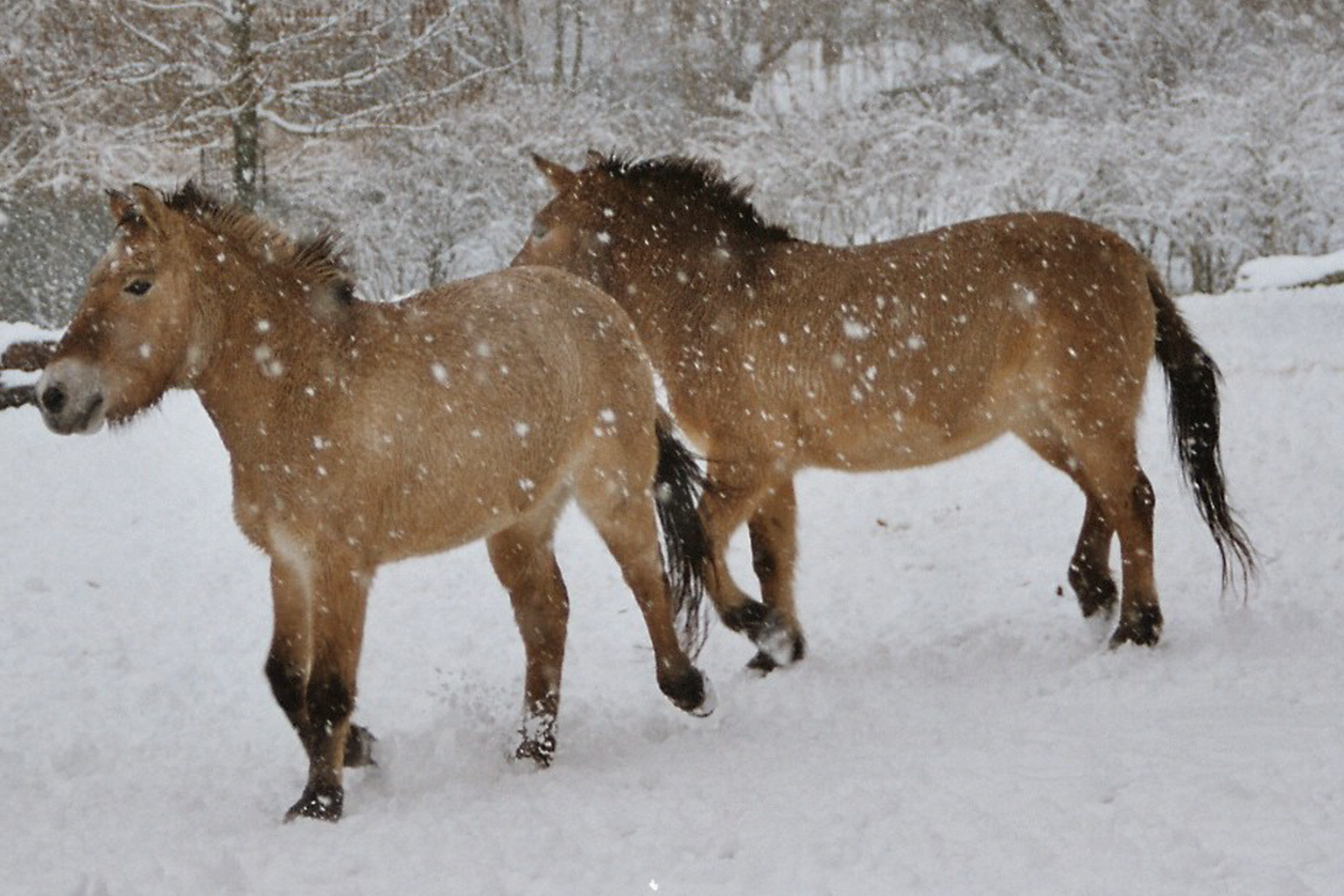
Przewalski's in de Kölner Zoo

De Russische officier, natuuronderzoeker en ontdekkingsreiziger Przjevalski ontdekte in 1881 het naar hem vernoemde paard. Het wilde przewalskipaard is een bedreigde diersoort die niet getemd kan worden, maar sinds circa 1960 alleen in dierentuinen leefde. In 1990 werd het weer uitgezet in zijn oorspronkelijke leefgebied Mongolië. Het is een sober paard met een fors, soms ezelachtig hoofd en opstaande manen.
De tarpan, een Europees soort wild paard, is uitgestorven.
Verwilderde paarden stammen af van gedomesticeerde voorouders. Voorbeelden zijn de mustangs in de Amerikaanse staat Wyoming en de brumby's in Australië. In Europa komen (ver)wilde(rde) pony's voor in de Franse Camargue en in het Engelse New Forest. In de Hortobágy Puszta en op de Bugac Puszta, het nationaal park Kiskunság in Hongarije, worden nog kuddes wilde paarden aangetroffen. In Portugal werd in 1920 de Sorraia herontdekt, die veel weg heeft van de paarden in oeroude rotstekeningen in het Middellandse Zeegebied. In Duitsland bevindt zich nabij Dülmen een natuurreservaat, waar een kudde verwilderde pony's leeft (Dülmener). In Nederland worden hier en daar konik-paarden ingezet voor de begrazing van natuurgebieden.

## Gebruik door de mens

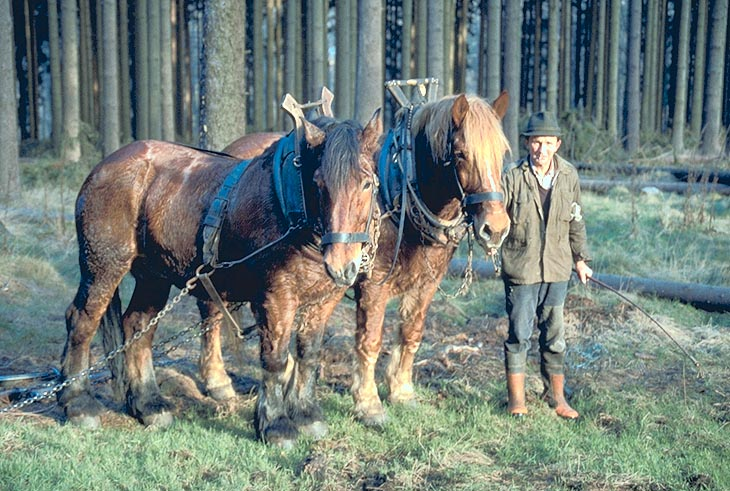
Een dubbelspan trekpaarden gebruikt in de bosbouw in het Zevengebergte

Het paard is door de eeuwen heen voor de mens voor allerlei doeleinden zeer waardevol gebleken. Tienduizenden jaren geleden was het paard voor de mens een belangrijke voedselbron. Er bestaan nog rotstekeningen uit die tijd waarin paarden worden afgebeeld. Vermoedelijk kreeg de mens pas in de Jongere Steentijd, die rond 6000 v.Chr. begon, de middelen om grotere dieren te domesticeren.
Er wordt wel gedacht dat de Mongolen, die al eerder het rendier hadden onderworpen, er voor het eerst in slaagden het paard te domesticeren. Chinees aardewerk uit circa 3500 v.Chr. zou deze theorie ondersteunen. Het vermoeden bestaat dat dit ook voor het paard zelf voordelen had, aangezien na de laatste ijstijd de grote open vlakten in voor paarden ongeschikte dichte bossen veranderden.
Een andere theorie gaat ervan uit dat de domesticatie van het paard voor het eerst heeft plaatsgevonden in de Zuid-Russische steppe door mensen van de Sredny Stogcultuur (omstreeks 4000 v.Chr.). Er bestaan goede redenen om aan te nemen dat de Sredny-Stogmensen voorouders waren van de oer-Indo-Europeanen. De datering van de vondsten is echter onzeker.
Een andere kandidaat is de Botajcultuur (ca. 3700 tot 3100 v.Chr.) in het noorden van het huidige Kazachstan, waar vele resten wijzen op een vroege domesticatie. Een rechtstreeks bewijs voor domesticatie leveren restanten van koemis (gefermenteerde paardenmelk) op potscherven van ongeveer 3600 v.Chr. In Mesopotamië zijn lange tijd de ezel en de onager, of kruisingen daartussen als last- en trekdieren gebruikt. De eerste aanwijzingen voor het gebruik van paarden komen van de tijd van Shu-Sin in de late 21e eeuw v.Chr.
Onderzoek uit 2020 plaatste de domesticatie rond 3500 v.Chr. maar stelde vast dat paarden een zeldzaamheid bleven in de herdersculturen van de Aziatische steppen tot het ogenblik waarop aan het begin van het tweede millennium v.Chr. wagens hun intrede maakten. Deze innovatie, ondubbelzinnig aangetroffen in de Sintasjtacultuur ca. 2000 v.Chr., betrof aanvankelijk tweewielige voertuigen. Het gebruik van paarden als trekdier schijnt er ook voor te hebben gezorgd dat ze meer werden gehouden voor het vlees en de melk. Geruime tijd na het verschijnen van de eerste paardenwagens zou men dan zijn gaan paardrijden, een ontwikkeling die zich aan het einde van het tweede millennium v.Chr. voordeed in Mongolië. Dit was een beslissende stap in het nut van paarden als vervoermiddel en zou ook het houden van grootschalige kudden mogelijk hebben gemaakt. De nomadische steppe-economie werd erdoor getransformeerd. Uit het Nabije en Midden-Oosten zijn weliswaar oudere afbeeldingen van rijkunst bekend, maar dit zou nog te gevaarlijk zijn geweest voor ander dan atletisch gebruik. De eerste geschreven bronnen die ruiters vermelden, dateren uit 800-600 v.Chr.
In het wild lopen paarden op onbeslagen hoeven. Bij paarden die door de mens worden gebruikt is regelmatig hoefonderhoud nodig.
In Nederland werden in 2010 ruim 140.000 paarden en pony's gehouden.

### Militair gebruik
Het gebruik van het paard voor militaire doeleinden gaat terug tot ongeveer 5000 v.Chr., toen Mongoolse boogschutters op pony's begonnen te rijden. De uitvinding van de stijgbeugel was een belangrijke innovatie in de ontwikkeling van de tuigage die bestond uit een zadel en een hoofdstel. Rond 1200 v.Chr. begon het idee van een cavalerie ook post te vatten in meer westelijke gebieden zoals Egypte en Perzië. Bewaard gebleven zijn de invloedrijke geschriften van paardenkenner Xenophon, een legerofficier uit de Griekse stadstaat Sparta. Rond de 11e eeuw begon men vooral in het westen ook grotere paarden te gebruiken.
In de 15e eeuw werd het paard door de Spaanse veroveraars weer ingevoerd op het Amerikaanse continent, waar het al veel eerder was uitgestorven, en daar werd het later ook veel door de indianen gebruikt.
Napoleon weigerde om op een paard te rijden dat niet wit was. Zijn lievelingspaard was Marengo, een witte Arabier. Marengo bereikte de hoge leeftijd van 38 jaar. Hij overleefde valpartijen en schotwonden en bracht de laatste jaren van zijn leven door in gevangenschap bij de overwinnaars van Napoleon.
In de huidige ruitersport zijn veel militaire overblijfselen aanwezig. Zo stijgt men meestal links op. De meeste mensen zijn nu eenmaal rechtshandig - en dragen hun zwaard dus links. Wie links een zwaard draagt, kan niet rechts opstijgen, alleen maar links. De beroemde Spaanse rijschool in Wenen was van origine een militaire academie, waar ruiters en paarden werden opgeleid. En luitenant Federico Caprilli, die de verlichte zit uitvond, was op zoek naar een betere manier om in het terrein te kunnen vechten.
In de Tweede Wereldoorlog zetten de Russen nog cavalerie in tegen de Duitsers. Ook in het Duitse leger werden nog paarden gebruikt, voor transport. In de Tweede Wereldoorlog zijn dan ook ongeveer 6 miljoen paarden omgekomen door kogels, bommen of verhongering. Tegenwoordig heeft het paard militair gezien vooral een ceremoniële functie. Wel is het paard nog in gebruik bij de bereden politie.
In de Griekse mythologie werd in de Trojaanse Oorlog het houten Paard van Troje gebruikt om een leger onzichtbaar de stad Troje binnen te smokkelen.

### Gebruik in vredestijd

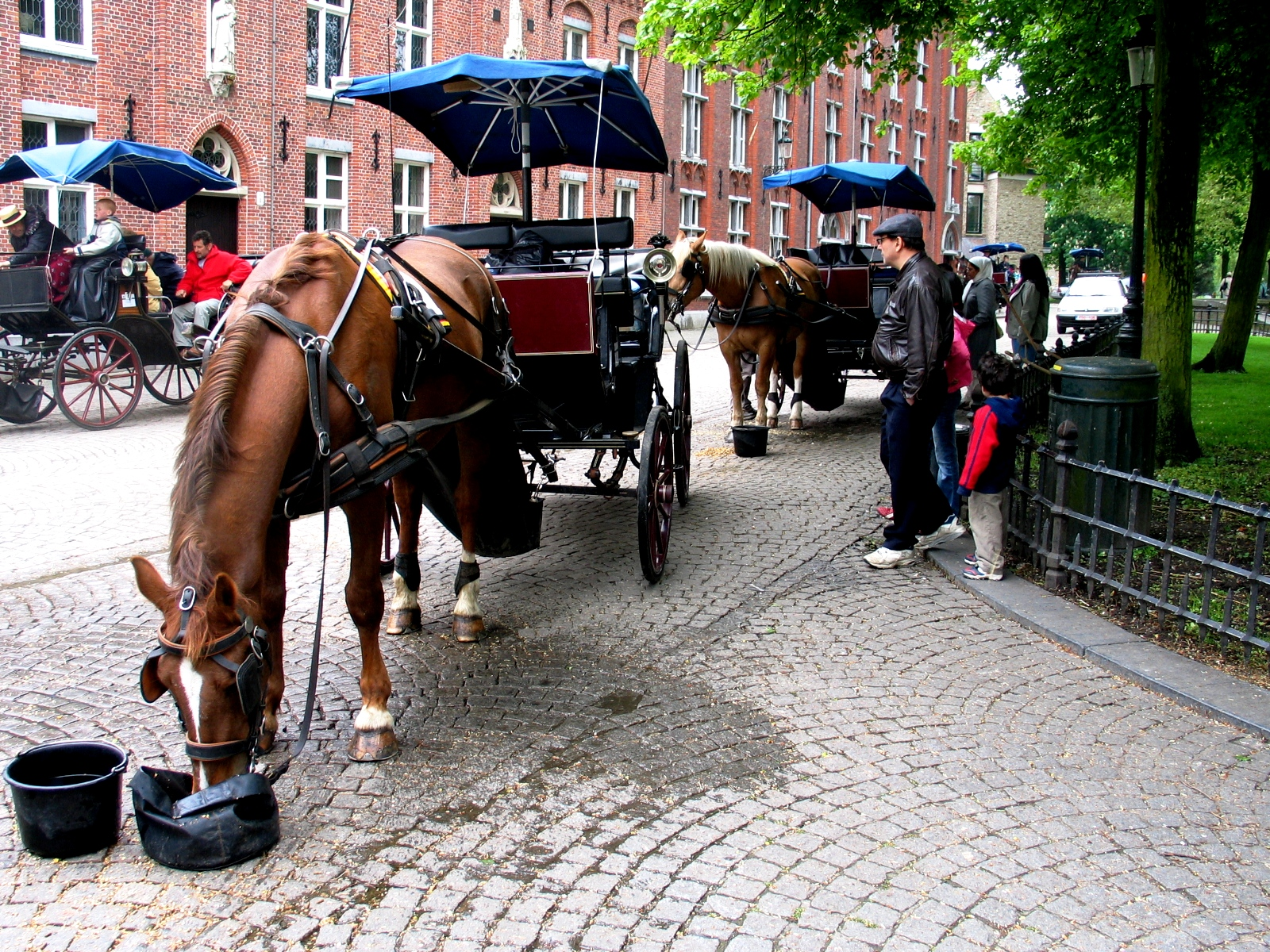
Brugge: paarden en koetsen tijdens een rustpauze (2005)

Voordat landbouwmachines als de tractor hun intrede deden, werden paarden veel gebruikt in de landbouw, hoewel boeren vaak de voorkeur gaven aan ossen, waarvan het onderhoud goedkoper was. Ook sommige molens, rosmolens genoemd, pompen en dergelijke werden met paardentrekkracht aangedreven. Voor zulk zwaar werk werden zelfs speciale rassen, trekpaarden, gefokt. Trekpaarden worden tegenwoordig nog steeds ingezet voor het verslepen van stammen in de bosbouw, omdat paarden de bodem minder beschadigen dan zware machines.
Bij het versturen van urgente berichten en gewone post, en het verplaatsen van personen werd het vervoer vroeger vaak door paarden verzorgd. Voor post bestond de koerier te paard, voor reizigers de door paarden getrokken postkoets of trekschuit. Een voorbeeld van een organisatie die het vervoer met paarden regelde is de Amerikaanse Pony Express.
Eeuwenlang zijn paarden gebruikt als trekdieren in aanspanningen voor sledes, karren en wagens. Ook in Nederland reden omnibussen en paardentrams als voorloper op het huidige openbaar vervoer. Paardrijden is altijd een geliefd tijdverdrijf geweest bij de adellijke klasse. Ook het rijden met deftige tuigpaarden en chique parkwagens behoorde tot de elegante mode. Benno von Achenbach ontwikkelde in 1922 een mensysteem dat nog steeds gebruikt wordt in de mensport. In steden als Amsterdam, Antwerpen, Brugge, Brussel, Gent, Oostende, Rome en Wenen worden koetsen nog steeds (of opnieuw) gebruikt, maar nu om toeristische ritjes door de stad te maken.
Het drijven van vee wordt in afgelegen streken met weinig moderne wegen ook nu nog wel te paard gedaan, in Noord-Amerika door cowboys en in Zuid-Amerika door gaucho's. Ook op de steppen van Siberië en Centraal-Azië wordt het paard nog voor dit doel gebruikt. Paardenvlees was in het verleden populair in Europa, omdat het een van de goedkoopste vleessoorten was.

### Het paard in de geneeskunde
In het verleden werd het vet van paardenmanen gebruikt bij brandwonden en als reumazalf. Bij verkoudheid werd paardenmest gekookt en opgedronken. Wie last had van zweren droeg eelt van een paard als amulet. Slangengif kan in lage doses aan paarden worden toegediend. Deze ontwikkelen antistoffen tegen het gif en zo kan hun serum worden gebruikt als tegengif bij de mens.
Patiënten met aplastische anemie kunnen worden behandeld met antithymocytenglobuline (ATG). ATG kan geïsoleerd worden uit paarden- of konijnenserum.
Paarden worden sinds enkele jaren in Europa ook gebruikt voor de productie van paardenmelk. Deze melk wordt geproduceerd op een paardenmelkerij. Aan paardenmelk worden verschillende positieve eigenschappen toegeschreven. Het product wordt bijvoorbeeld gebruikt door patiënten als middel bij huidaandoeningen zoals atopisch eczeem en psoriasis. Mensen met een koemelkallergie kunnen vaak wel paardenmelk verdragen. Mongolië en omliggende landen kennen een lange traditie van het drinken van paardenmelk en paardenmelkproducten zoals koemis.
Hippotherapie is een vorm van paardrijden als therapie die wordt aangeboden door maneges die zijn aangesloten bij de Federatie Paardrijden Gehandicapten (FPG).

### Sporten
Vroeger scherpten ruiters hun vaardigheden aan door middel van spellen en wedstrijden. Paardensport voorzag mensen van vermaak en hielp de uitstekende rijkunst ontwikkelen die nodig was in oorlog. Veel sporten, zoals dressuur, eventing en springen, komen oorspronkelijk voort uit de militaire opleiding. En zijn gericht op controle en balans van zowel het paard als de ruiter. Andere sporten, zoals rodeo, komen voort uit praktische vaardigheden, zoals de vaardigheden die nodig waren voor het werken op ranches en stations. Jachtsport te paard kwam voort uit eerdere, praktische jachttechnieken.
Paardenrennen in alle vormen is ontstaan uit spontane competities tussen ruiters. Alle vormen van competitie waarbij gespecialiseerde vaardigheden benodigd zijn van zowel het paard als de ruiter, resulteerden in de systematische ontwikkeling van gespecialiseerde rassen en uitrusting voor elke sport. De populariteit van de paardensport door de eeuwen heen zorgde voor het behoud van vaardigheden die anders verdwenen zouden zijn nadat er werd gestopt met het gebruik van paarden in gevechten.
Paarden worden getraind om bereden te worden in verschillende sportcompetities. Voorbeelden hiervan zijn springen, dressuur, drie dagen eventing, mensport, endurance, gymkhana, rodeo's, en vossenjacht. Paardenshows worden overal ter wereld gehouden en hebben hun oorsprong in Europese, middeleeuwse markten.
Bij sporten zoals polo, wordt niet het paardrijden zelf beoordeeld, maar wordt het paard gebruikt als partner bij het spel. Hoewel een paard een gespecialiseerde training nodig heeft om deel te nemen, wordt er niet gelet op de details van het optreden, alleen op de resultaten van de handelingen van de ruiter, bijvoorbeeld het verkrijgen van een doelpunt of het uitvoeren van een andere taak. Voorbeelden van sporten die partnerschap tussen mens en paard vereisen zijn steekspel, waarin het hoofddoel het ontzadelen van de tegenstander is, en buzkashi, een teamspel gespeeld in Centraal-Azië, waarbij het doel is te paard het karkas van een geit of kalf in het doel te krijgen.
Rensport is een grote internationale industrie, die bekeken wordt in bijna elk land ter wereld. Er zijn drie vormen: plat racen, steeplechasing zoals racen over obstakels en drafsport, waarbij paarden draven of stappen, terwijl ze een bestuurder voort trekken in een kleine, lichte kar die bekendstaat als een sulky. Een groot deel van het economisch belang van paardenraces ligt in het gokken dat ermee is geassocieerd.

## Verzorging

### Paardenvoer
Het rantsoen van paarden bestaat uit ruwvoer, 70 tot 100% eventueel aangevuld met krachtvoer (brokken of muesli) en in bijzondere situatie supplementen.
Ruwvoer bestaat hoofdzakelijk uit gras, al dan niet in semi-gedroogde vorm zoals kuilgras of hooi. Luzerne, voederbieten en suikerbieten zijn ook vormen van ruwvoer. De minimale hoeveelheid per dag is 1,5 tot 2% van het lichaamsgewicht in droge stof. Een paard van 600 kg heeft dus 9 tot 12 kg droge stof aan ruwvoer nodig. Gemiddeld bevat gras zo'n 20% droge stof, voordroogkuil 55% en hooi 80% droge stof.
Krachtvoer is energierijk voer, dat gevoerd kan worden als enkelvoudige grondstof, zoals granen, waaronder haver, geplette gerst of zemelen. Krachtvoer is ook als volledig product met toegevoegde vitaminen en mineralen te koop in de vorm van brokken of muesli.
Een paard in het wild besteedt 60% van de dag aan eten en daarom is het erg belangrijk dat een paard de hele dag door kan foerageren. Zoutaanvulling, in de vorm van een liksteen speciaal voor paarden, is aan te raden. Krachtvoer is alleen nodig wanneer paarden een achterstand in conditie hebben, bijvoorbeeld door ziekte, of wanneer ze veel arbeid verrichten en onvoldoende energie uit het ruwvoer kunnen halen.
Veel oude paarden krijgen op een bepaald moment problemen met het gebit, waardoor ze slecht of zelfs helemaal geen hooi of gras meer kunnen eten. Hierdoor vermageren ze sterk. Verschillende producenten bieden speciale producten voor deze senioren aan, vaak gebaseerd op ontsuikerde bietenpulp. Dit bevat een hoog aandeel vezels die het ander ruwvoer kunnen vervangen.

### Ziekten en kreupelheid
Een paard kan, net als een mens, door meerdere oorzaken ziek worden of pijn hebben. Bij pijn aan een been spreken we van kreupelheid. Kreupelheid wordt ook wel met meerdere namen aangeduid: het paard gaat niet rad, loopt niet vierkant of is niet regelmatig. Kreupelheid kan het beste in draf worden geconstateerd. Ten eerste is het relatief makkelijk te horen in draf op harde bodem. Bij pijn aan een voorbeen knikt het paard met hoofd en hals: het dier valt op het gezonde been, in een poging het pijnlijke been zo veel mogelijk te ontlasten. Bij pijn aan een achterbeen houdt het dier het bekken scheef. Van achter is de pijnlijke helft van het bekken het laagste, omdat het dier zo weinig mogelijk op die voet steunt. Het behoort tot de mogelijkheden dat het dier aan twee voorbenen of twee achterbenen tegelijkertijd pijn heeft, dan is het oog van een deskundige nodig. Bij bijvoorbeeld hoefbevangenheid kan een dier aan alle vier de benen pijn hebben.

#### OCD
Een vorm van kreupelheid die relatief vaak voorkomt, is osteochondritis dissecans (OCD), Latijn voor loslatend kraakbeen. OCD kan ontstaan bij een verstoring van de omvorming van kraakbeen naar bot. Op een bepaalde plaats wordt de laag kraakbeen steeds dikker. Door deze verdikking is de voeding vanuit het gewrichtssmeer niet meer goed mogelijk, de aanvoerroute is te lang. Hierdoor neemt de kwaliteit van het kraakbeen in deze te dikke lagen af. Hierdoor ontstaat minder goed kraakbeen en treden scheurtjes op. Bij overbelasting of een beschadiging laten er stukjes kraakbeen of bot los, gewrichtsmuizen. Deze kunnen door het gewricht gaan zwerven, ingeklemd raken en nog meer beschadiging geven. Daarnaast is de plek waar de muis vandaan komt ruw in plaats van glad. Ook komen uit de afbraakplek van de muis stoffen vrij die de productie van te veel en te dun gewrichtssmeer veroorzaken. Het gewricht dat is aangedaan, vaak de knie en de enkel/ het spronggewricht, wordt dik en de smering wordt minder, waardoor er artrose kan ontstaan. Daar waar het kraakbeen verdwenen is, kan nu gewrichtssmeer in het onderliggende bot dringen met botoplossing tot gevolg. Op een röntgenfoto is dit te zien als cysten in het bot.

### Mestproductie
Bedrijfsmatig gehouden paarden vallen in Nederland onder de meststoffenwet (1986) onder de diercategorie graasdieren. Voor alle dieren binnen deze categorie die buiten grazen, zijn normen vastgesteld voor productie van stikstof en fosfaat in mest. De meeste mest wordt echter afgezet naar de champignonteelt.
Voor paarden zijn deze forfaitaire productienormen afhankelijk van het gewicht:
|                                                                             | stikstof | fosfaat |
| --------------------------------------------------------------------------- | -------- | ------- |
| Pony's van 6 maanden en ouder en een gewicht tot ca. 250 kg                 | 17,4 kg  | 7,5 kg  |
| Pony's van 6 maanden en ouder en een gewicht van ca. 250 tot ca. 450 kg     | 29,7 kg  | 14,2 kg |
| Paarden van 6 maanden en ouder en een gewicht van ca. 250 kg tot ca. 450 kg | 36,6 kg  | 17,5 kg |
| Paarden van 6 maanden en ouder en een gewicht zwaarder dan ca. 450 kg       | 47,6 kg  | 22,0 kg |

## Het paard in kunst en cultuur

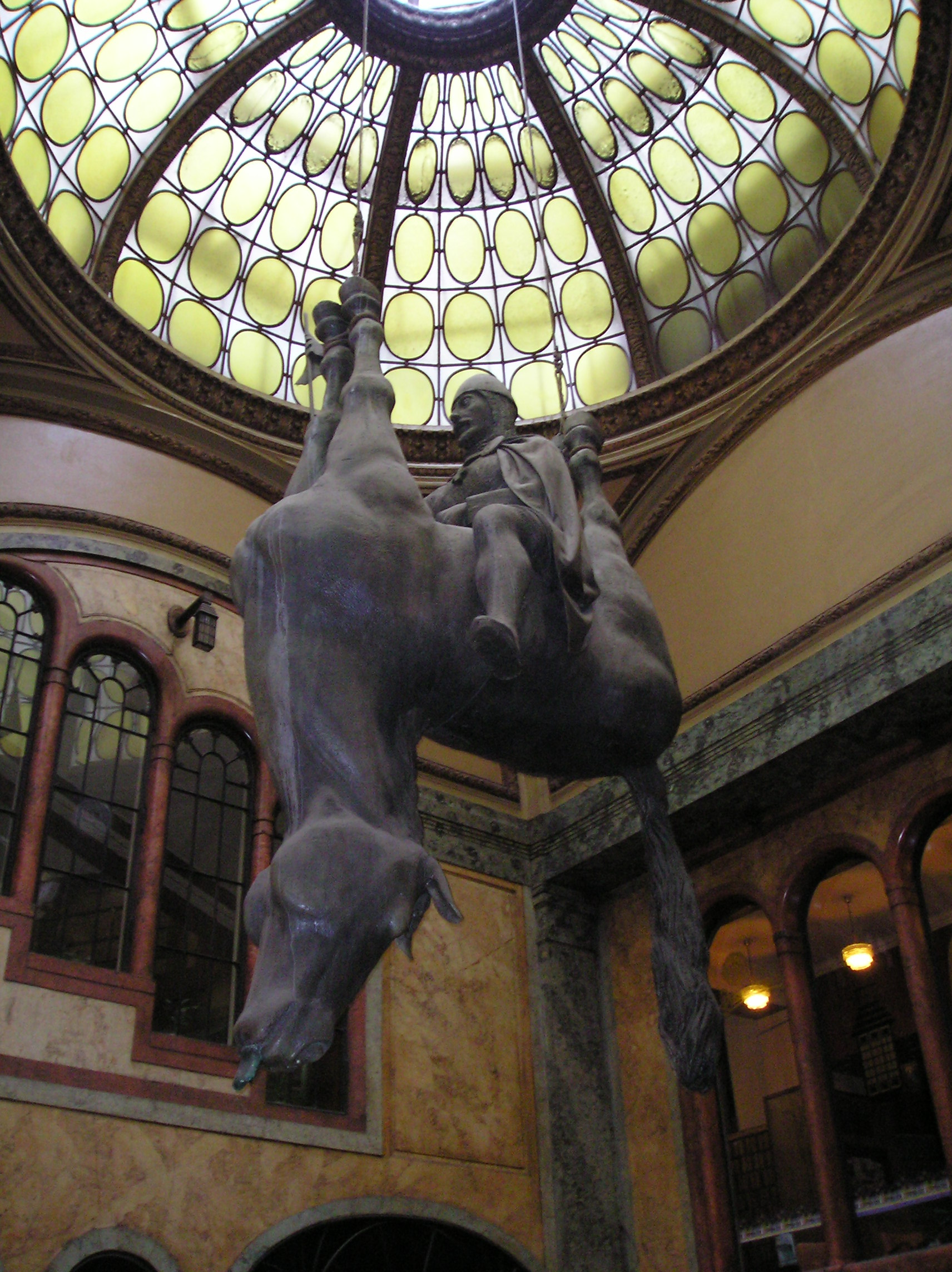
Beeld van een paard in de Praagse Lucernapassage

Paarden zijn in de iconologie symbolen voor macht, waardigheid en autoriteit. Het paard heeft vanaf de oudheid vele kunstenaars geïnspireerd. Zo zijn er grotschilderingen die afbeeldingen van het paard tonen. Eerst werden ze afgebeeld met rechte benen en strakke houding, in de 16e eeuw kwamen de ronde vormen en ging men de bewegingen ontdekken. Van Leonardo da Vinci zijn er schetsen van allerlei paarden in de vreemdste posities te vinden in de kelder van zijn atelier. Later zijn ze op de schilderijen terug te vinden. Net als de blauwe paarden van Franz Marc.

### Bekende paarden

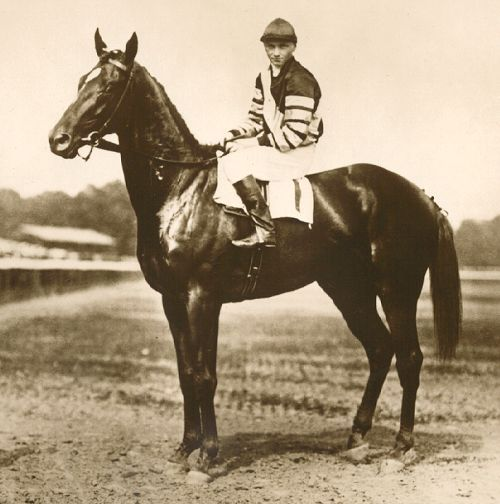
Man o' War in 1920

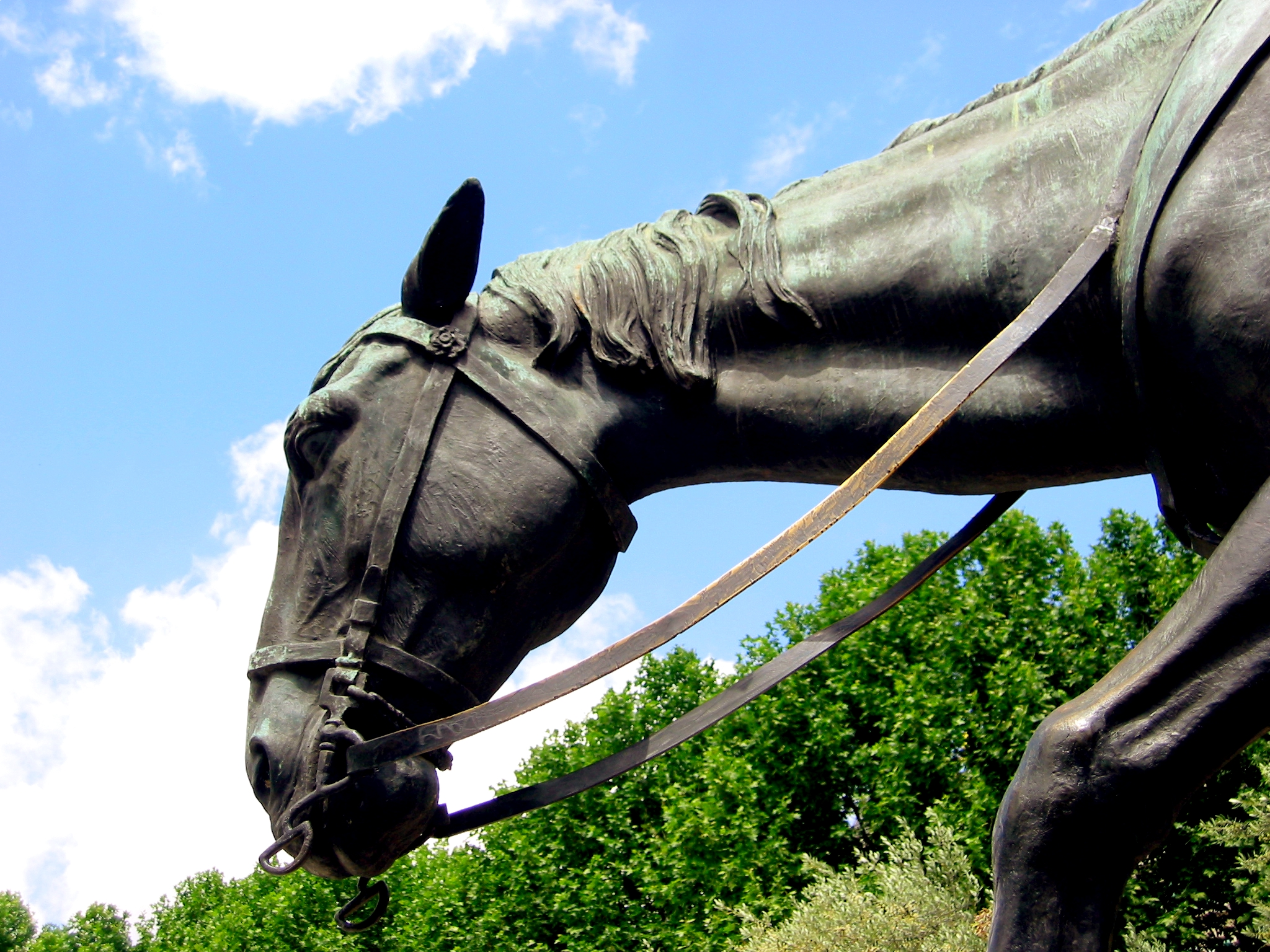
Rocinante, detail van het Madrileense monument voor Cervantes

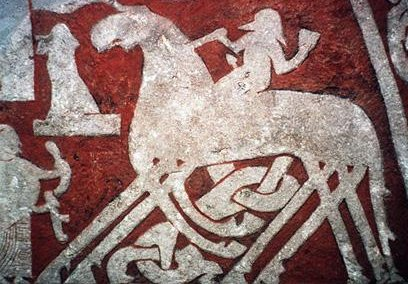
Sleipnir met Odin

- Amerigo, sinds 1990 de schimmel van Sinterklaas.
- Amika, paard uit gelijknamige Vlaamse tv-serie.
- Argus, Bonfire en Salinero van de Nederlandse amazone Anky van Grunsven.
- Het Ros Beiaard.
- Big Ben, nam driemaal deel aan de Olympische Spelen en heeft een standbeeld in Canada.
- Black, de Zwarte Hengst uit de boeken van Walter Farley.
- Black Beauty, het zwarte paard uit het boek van Anna Sewell, en uit verschillende film- en tv-producties.
- Bonfire, zie Argus.
- Bokser (Engels: Boxer) uit het boek Animal Farm van George Orwell.
- Brego, paard van Aragorn in de trilogie In de ban van de ring en de afgeleide film The Lord of the Rings, genoemd naar koning Brego.
- Bucephalus, het paard van Alexander de Grote.
- Clover uit het boek Animal Farm, zie Bokser.
- Darco, beroemd Belgisch springpaard en dekhengst.
- Hidalgo uit de gelijknamige film uitgebracht in 1976 en de nieuwe film Hidalgo uit 2004.
- Huaso, dit paard sprong op 5 februari 1949 de hoogste hindernis tot nu toe, 2,47 m.
- Incitatus, het paard dat door de Romeinse keizer Caligula tot consul werd benoemd.
- Jago, het paard van Johan, de Rode Ridder, zowel in de boeken als in sommige albums uit de stripreeks.
- Jasper, tot en met 1989 de schimmel van Sinterklaas, zie ook Amerigo.
- Jolly Jumper, de schimmel uit de Lucky Luke-strips.
- Kluger Hans, het paard waarvan beweerd werd dat hij kon rekenen.
- Kos met de Snor uit het Land van Ooit.
- Man O' War, volgens sommigen het beroemdste volbloedrenpaard aller tijden, bekend uit het gelijknamige boek.
- Marengo, het paard van Napoleon.
- Meindert het Paard uit de Fabeltjeskrant.
- Mister Ed, het sprekende paard uit de gelijknamige televisieserie.
- Mollie uit het boek Animal Farm, zie Bokser.
- Montender, bekend van de Olympische Spelen.
- Phantom, het witte paard van Zorro wanneer hij niet in Los Angeles is.
- Paard van Troje, een houten paard dat symbool werd voor het naïef bewerkstelligen van de eigen ondergang.
- Peerd van Ome Loeks, paard afgebeeld in een standbeeld in Groningen.
- Pegasus, gevleugeld paard uit de Griekse mythologie.
- Phar Lap, een van de grootste racepaarden uit de historie.
- Pie-O-My, renpaard van Ralph Cifaretto uit de serie The Sopranos.
- Pilgrim en RimRock uit de film The Horse Whisperer.
- Ratina Z, beroemd springpaard.
- Red Rum, het enige paard dat The Grand National drie keer won.
- Rocinante, het paard van Don Quichot uit de roman van Cervantes.
- Salinero, zie Argus.
- Schaduwvacht (Engels: Shadowfax) uit de trilogie In de ban van de ring en de afgeleide film The Lord of the Rings.
- Seabiscuit, bekend renpaard uit de jaren 1930, vereeuwigd in de gelijknamige film.
- Slecht-weer-vandaag, de schimmel uit de reeks Dag Sinterklaas en benaming voor het Paard van Sinterklaas in Vlaanderen.
- Sleipnir, het achtbenige paard uit de Noordse mythologie.
- Snuitje, het paard van Henny Huisman.
- Something, sprong in 1975 het verste tot nu toe: 8,40 m.
- Spirit uit de gelijknamige animatiefilm.
- Storm Cat, dit is de duurste dekhengst ooit: het kost 500.000 dollar om een merrie door hem te laten dekken.
- Toran (Engels: Thowra), de Brumby uit de gelijknamige tekenfilmserie (Engels: The Silver Brumby).
- Tornado, het paard van Zorro.
- Totilas, zeer succesvol dressuurpaard onder Edward Gal, op 13 oktober 2010 voor 10-15 miljoen euro verkocht aan Paul Schockemöhle.
- Trigger, het paard uit The Roy Rogers Show van de zingende cowboy-acteur. Dit paard viel voor dood neer als een schot klonk. Als Roy Rogers daarna floot, stond het paard weer op.
- Witje, de Knabstrupper van Pippi Langkous.
- Zingaro, het bekende paard van Bartabas, die zijn paardenshow aan hem wijdde.

Een beroemd Shakespeare-citaat is A horse! A horse! My kingdom for a horse! (Een paard! Een paard! Mijn koninkrijk voor een paard!) uit het stuk The Tragedy of Richard the Third over Richard III van Engeland.

### Zegswijzen met paarden

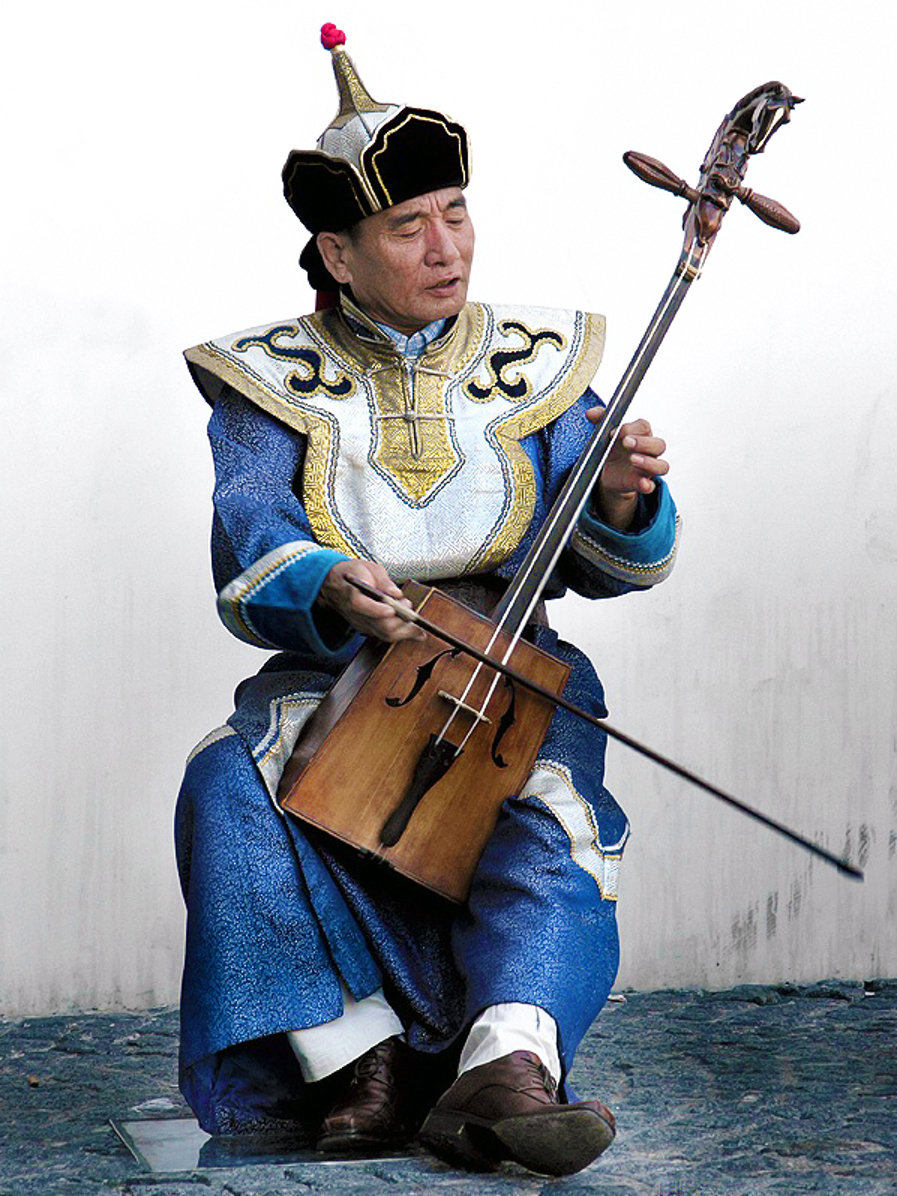
Mongoolse muzikant met morin khuur, een strijkinstrument met traditionele paardenkop

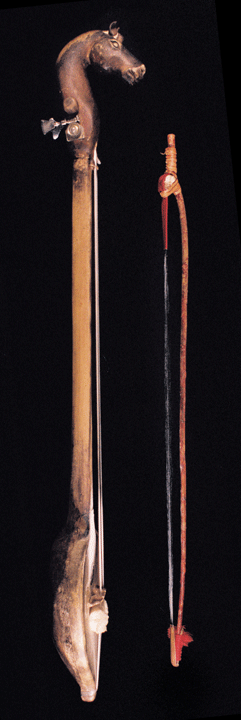
De igil

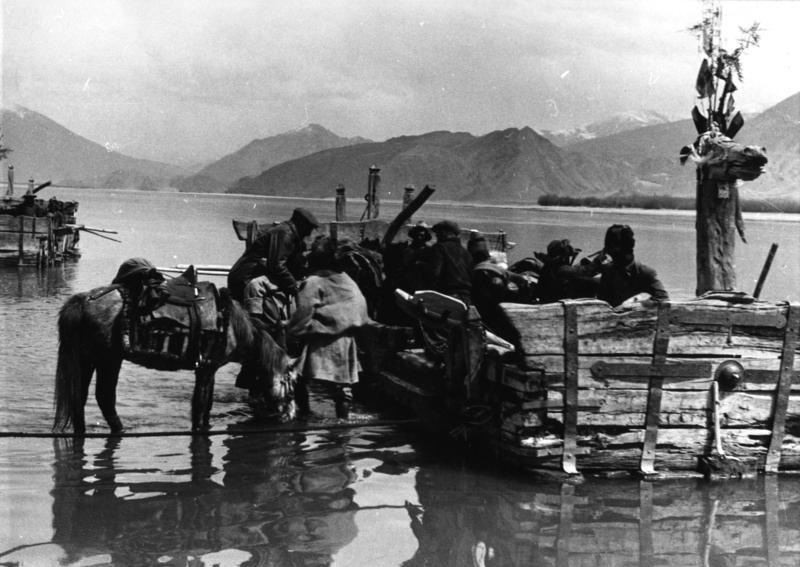
Veerboot met paardenhoofd, foto genomen tijdens Tibetexpeditie in 1938

Er zijn diverse uitdrukkingen die een rechtstreekse vergelijking inhouden met de eigenschappen van een paard, bijvoorbeeld honger hebben, werken of sterk zijn als een paard. Daarnaast zijn er honderden spreekwoorden en gezegden over paard, menner en ruiter. Een selectie:
- Aardewerk is geen paardenwerk. - Graven of in de aarde werken is vermoeiend werk.
- Anderhalve man en een paardenkop. - Weinig aanwezigen, weinig belangstelling.
- Beter een blind paard, dan een leeg halster. - Beter iets, dan niets.
- Dat is een paard van een daalder. - Een trots persoon.
- Dat kan Bruin niet trekken. - Dat kan ik niet betalen.
- Dat paard zal mij niet meer slaan. - Die fout maak ik niet nog eens.
- De beste paarden staan op stal. - Uitgelegd als: De besten mogen niet meedoen of De aantrekkelijkste meisjes vindt men niet in de kroeg, die blijven thuis.
- De een mag een paard stelen, de ander mag niet over het hek kijken. - Er is veel onrecht in de wereld.
- De paarden die de haver verdienen, krijgen ze niet. - Een verdienste blijft vaak onbeloond.
- De teugels in handen hebben. - De baas zijn.
- De teugels laten vieren. - Een minder streng beleid voeren.
- De teugels strakker aanhalen. - Een strenger beleid gaan voeren.
- Denken moet je aan een paard overlaten, dat heeft een groter hoofd.
- Die met een paard uit gaat, is met zijn meester uit.
- Een blind paard zou er geen schade doen. - Daar is niets van waarde, niets kwetsbaars te vinden.
- Een gegeven paard mag men niet in de bek kijken. - Tegenover geschenken moet men niet kritisch zijn.
- Een goed paard is zo goed als zijn hoeven. - Een schijnbare bijzaak kan bepalend zijn. Vergelijkbaar met: een ketting is zo sterk als zijn zwakste schakel.
- Een man zonder vrouw is als een paard zonder teugels. - In een huwelijk hebben man en vrouw elkaar nodig.
- Een oud paard van stal halen. - Wat men vroeger al eens heeft laten horen nog eens ten beste geven.
- Een paardenmiddel. - Een (laatste) hardhandige remedie.
- Een schurftig paard vreest de roskam. - Als er iets mis is vreest men het onderzoek.
- Een ziekte komt te paard en gaat te voet. - Genezing kan veel tijd in beslag nemen.
- Gauw op het paard zitten. - Snel op de teentjes getrapt zijn, gauw verongelijkt zijn.
- Het beste paard van stal vergeten. - Een verdienstelijk persoon niet opmerken.
- Het hinkende paard komt achteraan. - Wees niet te snel tevreden, er kan altijd nog slecht nieuws komen.
- Het hooi moet het paard niet volgen. - Een meisje moet niet achter haar geliefde aan lopen.
- Het is trekken aan een dood paard. - Het is een onbegonnen zaak.
- Het paard achter de wagen spannen. - Een probleem totaal verkeerd aanpakken.
- Het paard moet tot de kribbe komen. - Als je ergens belang bij hebt moet je voor jezelf opkomen.
- Het Paard van Troje binnenhalen. - Op naïeve wijze de eigen ondergang bewerkstelligen.
- Het oog van de meester maakt het paard vet. - Een belanghebbend en kundig persoon houdt beter toezicht.
- Hij is van zijn paard gevallen. - Hij heeft zijn positie verloren.
- Hij zoekt zijn paard en hij zit er op. - Wordt gezegd van iemand die zoekt en over het hoofd ziet wat (bijna) voor zijn neus staat.
- Hoog te paard zitten. - Trots, ijdel of arrogant zijn.
- Iemand de teugels uit handen nemen. - Iemand de leiding afnemen.
- Iemand de vrije teugel laten. - Iemand zijn eigen gang laten gaan.
- Iemand een hengst verkopen. - Iemand een harde klap geven.
- Iemand te paard helpen. - Iemand helpen een eerste begin te maken.
- Je hebt luxe paarden en werkpaarden. - In afgunst, vaak schertsend, gezegd van mensen die in plezierige omstandigheden verkeren.
- Je moet een paard niet doodknuppelen voordat je thuis bent. - Niets voorbarigs doen, vergelijk: geen oude schoenen weggooien voor je nieuwe hebt.
- Jong te paard, oud te voet.
- Man en paard noemen. - Niets verzwijgen.
- Men kan geen paard al lopende beslaan. - Men moet de tijd nemen voor wat nodig is.
- Men moet de ploeg niet voor de paarden spannen. - Zie: Het paard achter de wagen spannen.
- Men moet een paard de rug niet stuk rijden. - Men moet grenzen in acht nemen, en soms ijverige helpers tegen zichzelf beschermen.
- Met de paarden van Sint Franciscus.
- Ook het beste paard struikelt weleens. - Ook de deugzaamste en bekwaamste faalt weleens.
- Op het apostelpaard rijden. - Te voet gaan.
- Op het verkeerde paard wedden. - Een verkeerde inschatting maken.
- Op zijn stokpaardje zitten. - Over zijn lievelingsthema spreken.
- Oude paarden jaagt men aan de dijk. - Verdiensten worden snel vergeten.
- Over het paard getild zijn. - Te zeer geprezen zijn zodat men verwaand is geworden.
- Paarden vallen ook, al hebben zij vier benen. - Iedereen maakt weleens een fout of kan pech hebben.
- Vast in het zadel zitten. - Gezegd van een leider die niet voor zijn positie hoeft te vrezen.
- Voor mensen met paarden is het een hemel op aarde. Maar komen zij te sterven, dan valt er niets te erven.
- Waar het paard aangebonden is, moet het vreten.

### Dodelijke ongelukken door val van het paard
- Nero Claudius Drusus - Romeins generaal onder keizer Augustus (38 v.Chr. - 9 v.Chr.)
- Theodosius II van Byzantium - Keizer van het Oost-Romeinse Rijk (401-450)
- Willem II van Vlaanderen - Mederegent van het Graafschap Vlaanderen (1225-1251)
- Maria van Bourgondië - Hertogin van Bourgondië, Vorstin van de Nederlanden (1457-1482)
- Willem III van Oranje - Koning van Engeland, Ierland en Schotland, Stadhouder van de Republiek der Verenigde Nederlanden (1650-1702)

## Zie ook

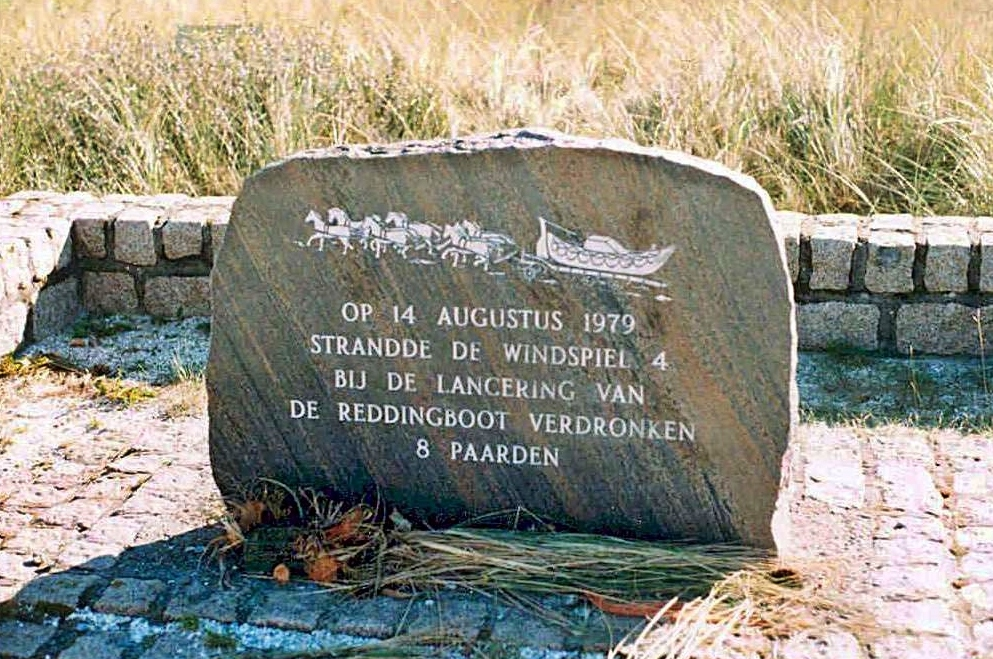
Graf voor de acht verdronken paarden van de Amelandse reddingsdienst, (14 augustus 1979).

### België
- Belgian Warmblood
- Koninklijke Vereniging Het Belgisch Sportpaard
- Belgische dravers

### Nederland
- IHW (International Heavy Warmblood Horses)
- KWPN
- Koninklijke Nederlandse Hippische Sportfederatie
- Vereniging Nederlandse Draf- en Rensport
- Nederlands Rijpaarden en Pony Stamboek
- Nederlands Stamboek IJslandse Paarden
- EASP Europees Arabisch Stamboek voor Shagypaarden, Sportpaarden en Sportpony's